# Nationalmuseum (byggnad)
Nationalmuseibyggnaden är en byggnad vid Södra Blasieholmshamnen 2 på Blasieholmen i Stockholm som innehåller Sveriges Nationalmuseum. Projektet med ett nytt "Konglig museum" i Stockholm var ett av tidens största och mest påkostade byggnadsarbeten, som skulle ta omkring tolv år att färdigställa och ytterligare tre år för att fullborda de invändiga arbetena. För byggnadens utformning svarade den tyske arkitekten Friedrich August Stüler och för den invändiga gestaltningen stod den svenske arkitekten Fredrik Wilhelm Scholander. Byggnaden invigdes den 15 juni 1866 samtidigt med Stockholmsutställningen 1866 och inför hundraårsjubileet 1966 genomfördes en landsomfattande turné kallad Mästerverksutställningen.
Nationalmuseum är sedan 1935 ett statligt byggnadsminne. Byggnaden ägs och förvaltas av Statens fastighetsverk. Från februari 2013 till oktober 2018 var museibyggnaden på Blasieholmen stängd för att genomgå en omfattande renovering och upprustning. Museet återinvigdes 13 oktober 2018 under festliga former.

## Diskussioner och placeringsalternativ
Genomförandet av nybyggnaden för Sveriges Nationalmuseum var ett av tidens största byggprojekt och det skulle dröja över 50 år innan nuvarande byggnaden kunde invigas på Blasieholmen 1866. Projektet blev nästan inte av; adeln och prästerna var för, borgarna och bönderna emot. De första idéerna till en ny, egen byggnad för den konstsamling som fanns i Stockholms slotts nordöstra flygel kan dateras till 1814 då förslag till ett museum för Taflor och Statuer ingick som ett av det årets ämnen i Konstakademiens byggnadsskolas tävling. Samlingen i Stockholms slott omfattade då omkring 400 målningar och 300 skulpturverk samt tusentals gravyrer och teckningar. Utrymmet var redan från början mycket begränsat så att inte alla tavlor kunde visas.
År 1828 togs frågan om en ny museibyggnad upp i riksdagen för första gången. Man pekade på museerna i Köpenhamn och München som förebilder. Motionen avslogs, men härmed hade frågan väckts och skulle komma att hållas vid liv. Efter det att man under de följande åren föreslagit andra lösningar motionerades det åter om en ny museibyggnad vid Riksdagen 1840–1841. Vid 1844-45 års riksdag begärde regeringen 750 000 för en museibyggnad och med en rösts majoritet beviljades anslaget. Den nya byggnaden skulle även inrymma Kungliga biblioteket, Vitterhetsakademins arkiv, Myntkabinettet, Livrustkammaren och Kungliga klädkammaren.
En särskild platskommitté arbetade sedan med 13 olika placeringsförslag, bland dem Kungsträdgården (dåvarande Karl XIII:s torg), Humlegården, Helgeandsholmen, Slottsbacken, Kungsklippan och längst ut på Blasieholmen (där huset senare blev av). Det mest fantasieggande förslaget var troligen placeringen av konstmuseet på Kungsklippan som visas på en målning av Carl Stefan von Bennets från 1845. Här syns ett stort vitt palats med ett kupolkrönt centraltorn, utsträckta flygelbyggnader med arkader och hörntorn samt en enorm fritrappa som leder i flera etapper ner till Klara sjö. Bennets förslag kom aldrig i närmare urval, inte heller Lars Jacob von Rööks båda förslag på Helgeandsholmen respektive Slottsbacken.

### Alternativa förslag

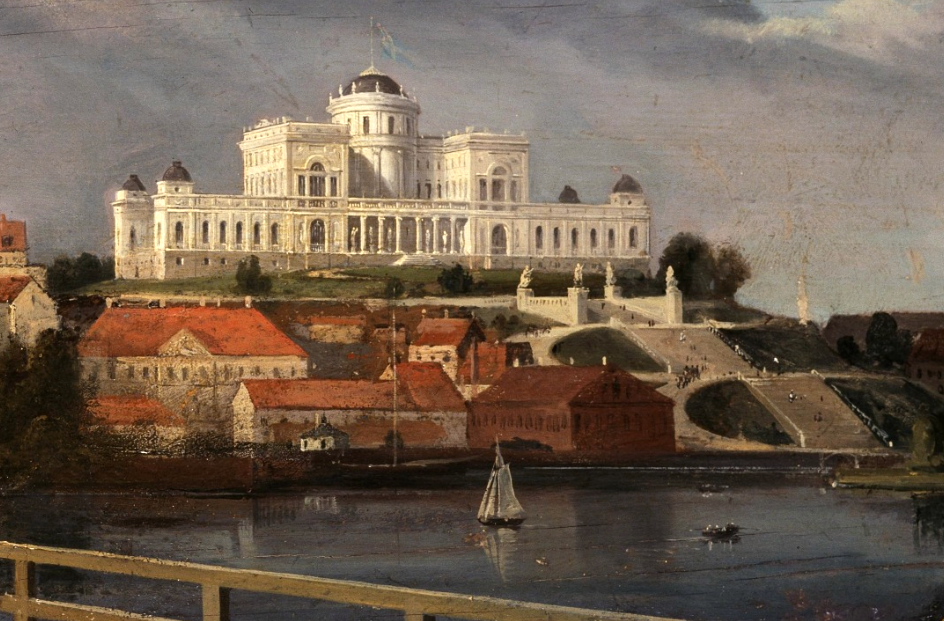
von Bennets förslag på Kungsklippan
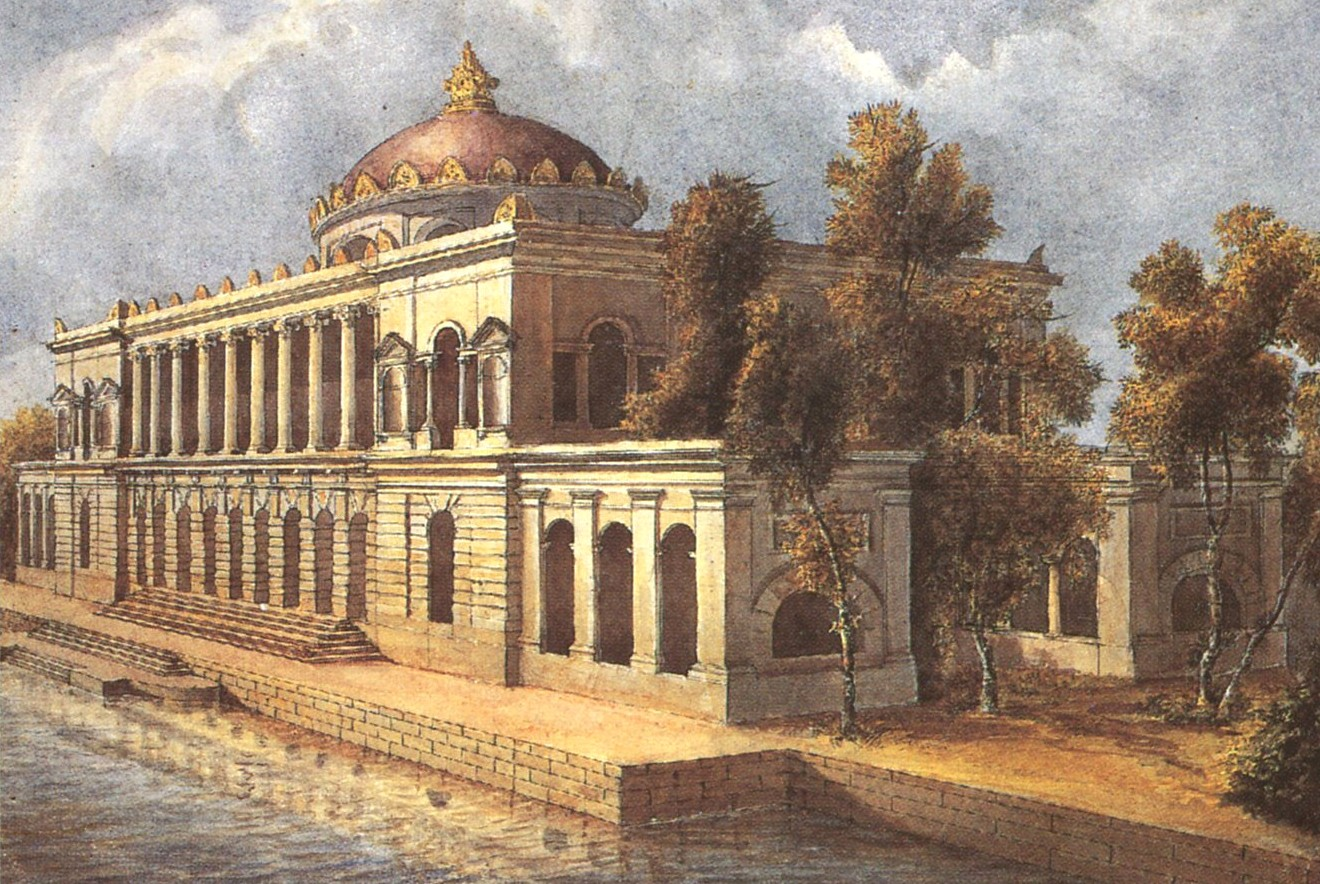
von Rööks förslag på Helgeandsholmen
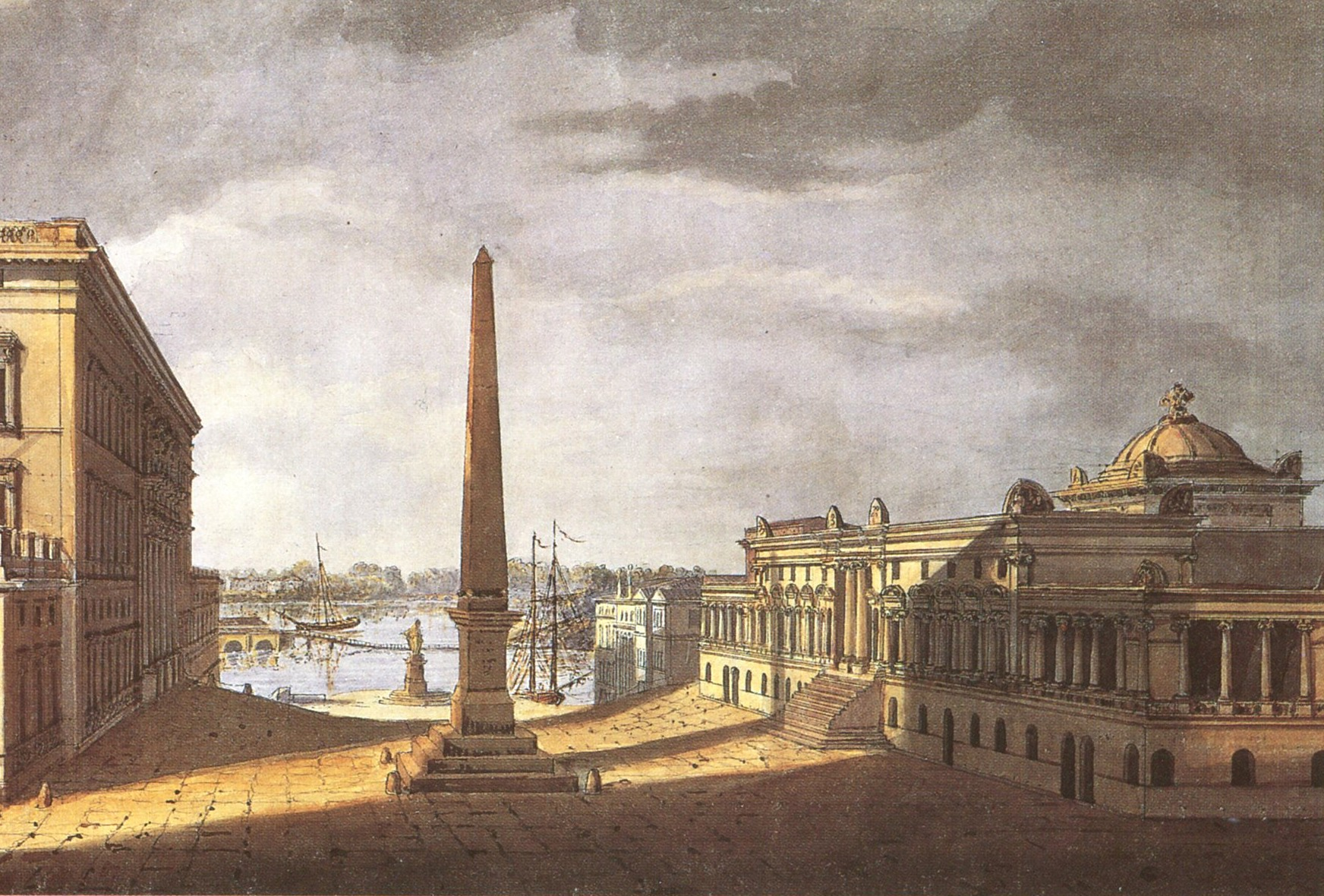
von Rööks förslag på Slottsbacken
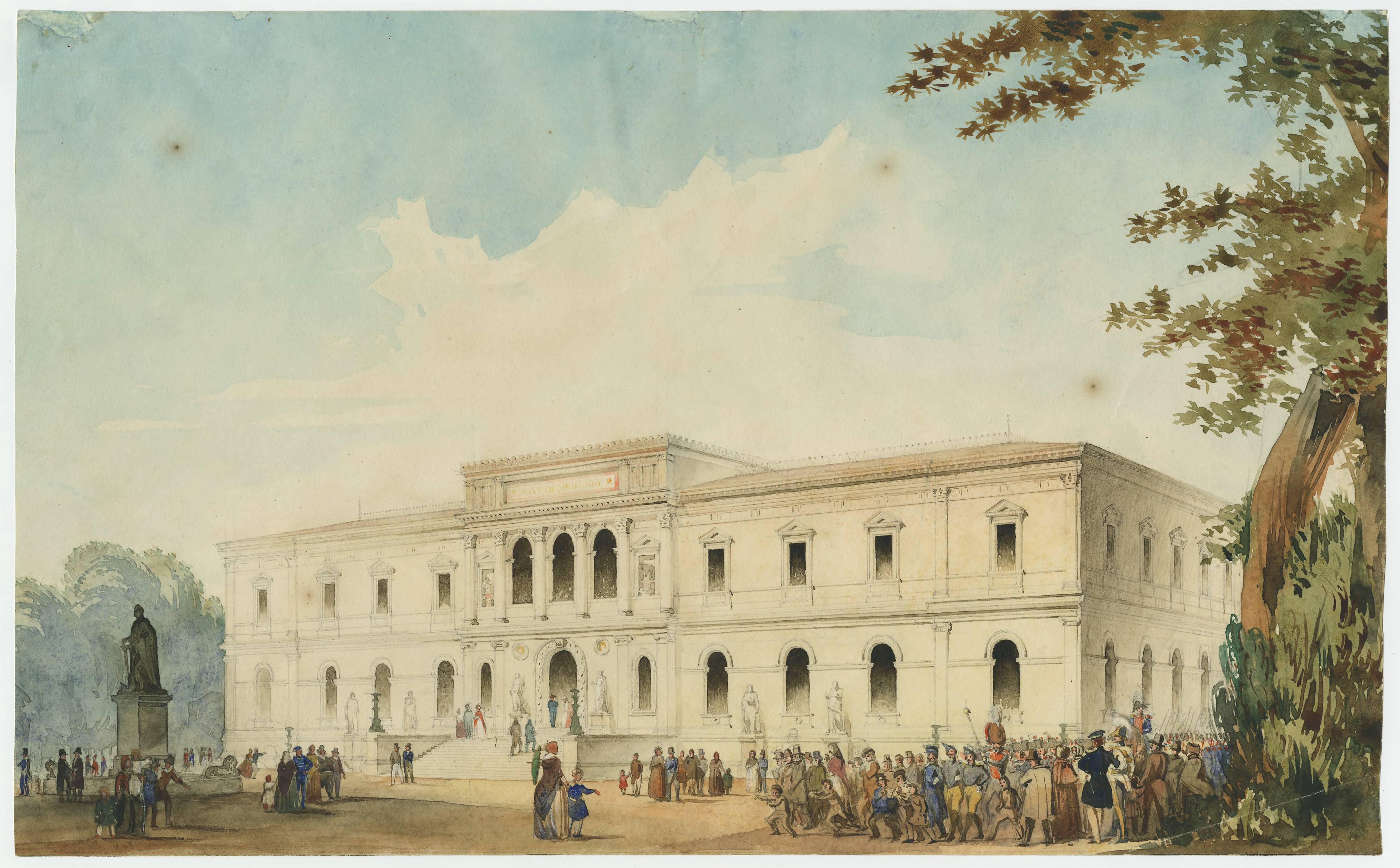
Scholanders förslag

## Val av arkitekt

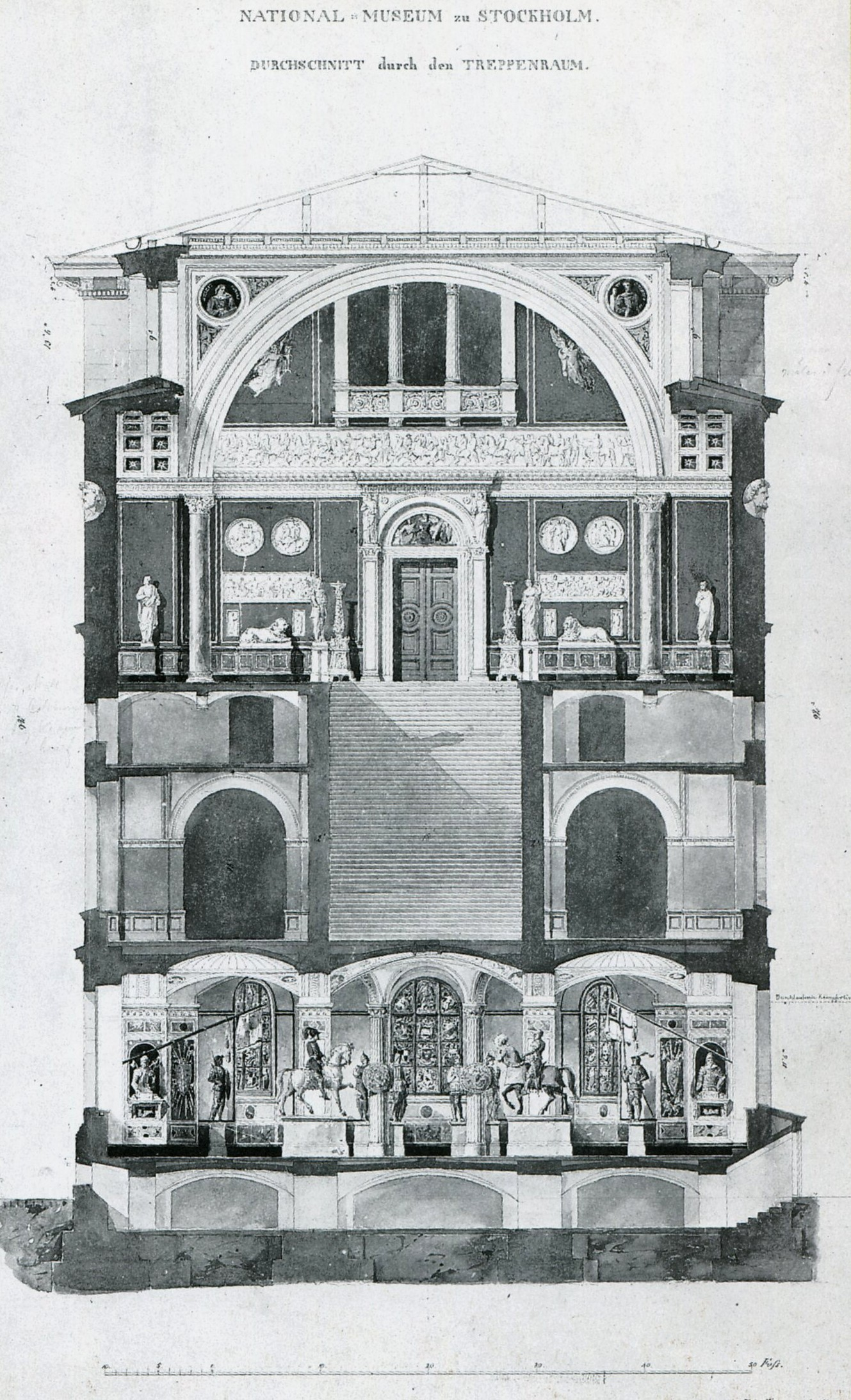
Sektionsritning genom trapphuset.

Av alla placeringsförslag valdes till slut Blasieholmens sydöstra del som då fortfarande var en holme kallad Kyrkholmen. Den bara 27 år gamle arkitekten Fredrik Wilhelm Scholander fick i uppdrag att rita den nya museibyggnaden. Han hade då redan presenterat olika förslag, bland annat ett i Kungsträdgården, där han hade tänkt sig ett renässanspalats i två våningar. Ganska snart blev klart att två våningar inte skulle räcka och även Kungsträdgården blev ointressant som placeringsalternativ. Det var på Blasieholmen som byggnaden skulle uppföras. Med sin tänkta placering vid Strömmen skulle byggnaden bli en naturlig pendang till Stockholms slott.

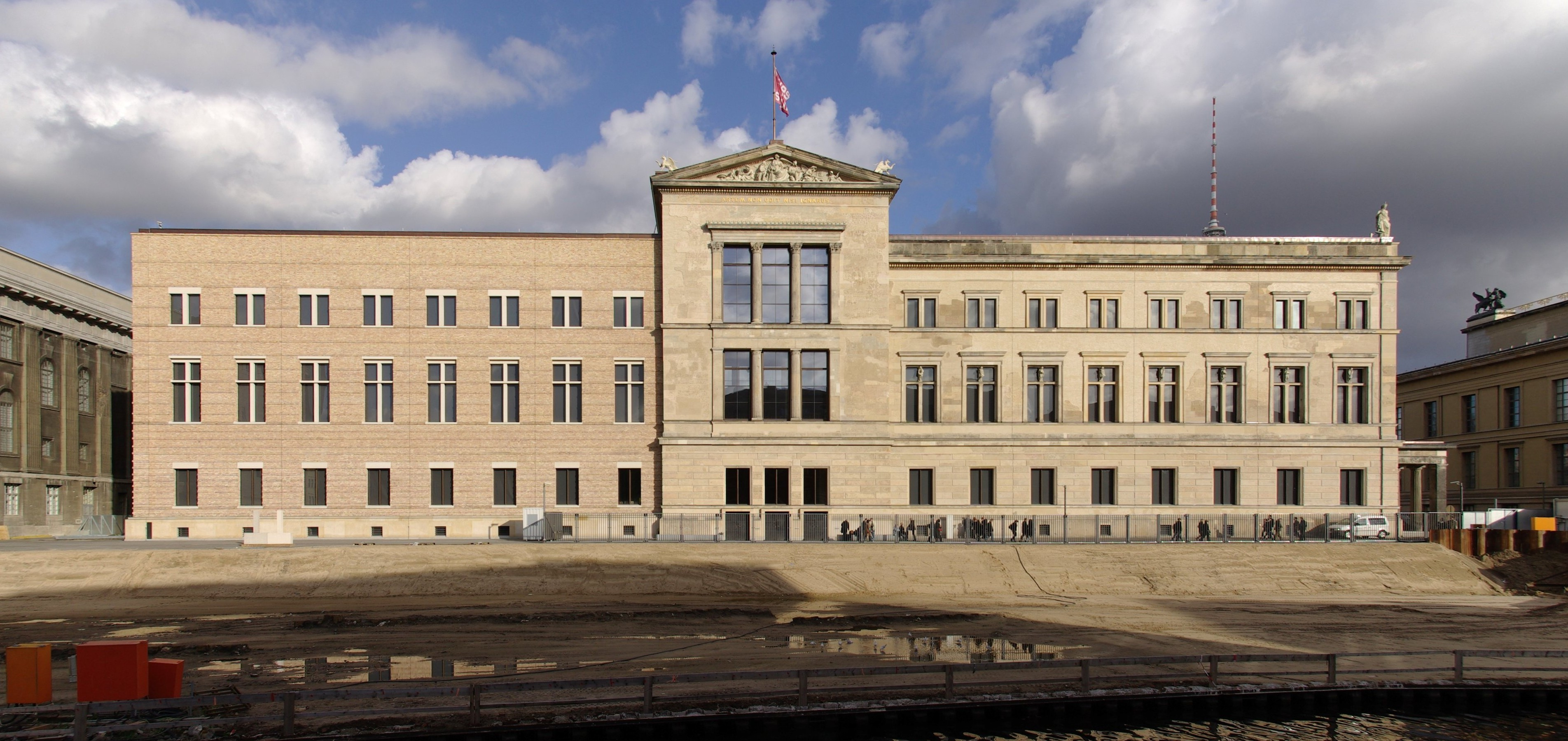
Neues Museum, Berlin.
(Vänstra flygeln är återuppbyggd.)

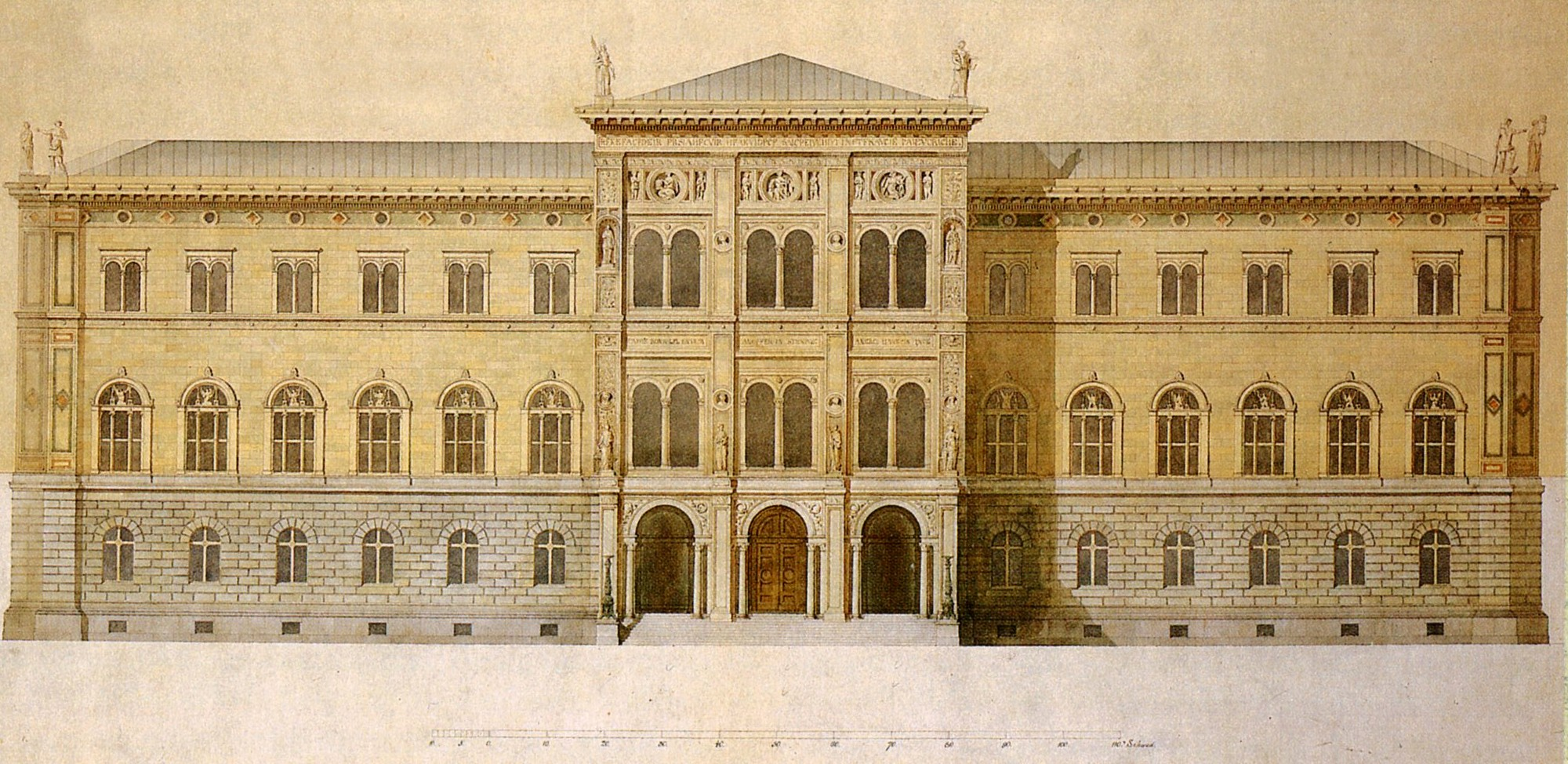
Stülers fasadritning från 1848.

Scholanders förslag för ett konstmuseum på Blasieholmen hade nu utökats till tre våningsplan men godtogs inte. Bland andra ställde sig Oscar I skeptisk. För att tysta kritiken sändes Scholanders förslag för expertutlåtande till den tyske arkitekten Friedrich August Stüler, som räknades som tidens främste museiarkitekt. Han hade bland annat ritat Neues Museum i Berlin. Fortifikationsingenjören Johan af Kleen (senare chef för bygget) fick uppdraget att resa till Berlin för att diskutera saken, Scholander följde med men utan befogenheter. Istället för ett utlåtande presenterade Stüler ett eget förslag, som sedan låg till grund för genomförandet.
I juni 1848 nådde Stülers ritningar Stockholm. Hans förslag var ett uttryck för sin tids syn på museet som ett allkonstverk, där byggnaden representerar arkitekturen som konst att förenas med sina syskonkonstarter. Stüler skrev i en text som bifogades ritningarna att "vid byggnad av ett museum är dekorationerna, den finare konstnärliga utsmyckningen, vilka de senare skall tillföra byggnaden, redan till överflöd representerade i samlingarna; man råkar snarare i en rikedomens än armodets förlägenhet och det torde främst vara arkitektens uppgift att behärska och ordna samlingarnas material, så att de bildar en enhet med själva byggnaden för att i möjligaste mån undvika magasinsliknande enformighet och trivialitet". I förslaget redovisade Stüler också tankar om hur samlingarna bör arrangeras. Till exempel varnade han för att exponera föremålen för tätt och för att visa många likartade föremål tillsammans. För inredningsarbetena som drog igång 1863 svarade dock Scholander.
Stüler skrev själv angående förebilder att man skulle söka dem i "den antika konstens skönaste tid och den italienska renässansens renaste och mest originella period". Byggnaden är också rik på olika slags referenser till både florentinsk och venetiansk renässans. Med sin slutna, ändamålsenliga form för den i sin helhet tankarna till Florens samtidigt som många av motiven i fasaderna har förebilder i Venedig. Just de venetianska inslagen skiljer den från de flesta andra samtida museibyggnader och man har förklarat dem med att Stüler funnit dem logiska med utgångspunkt i det "venetianska" läget mitt i staden, alldeles intill vattnet. Det speciella läget innebar vidare att byggnaden kunde upplevas på avstånd från i princip samtliga håll, vilket krävde fyra stycken mer eller mindre monumentalt artikulerade fasader.

## Museibyggnaden

### Allmänt

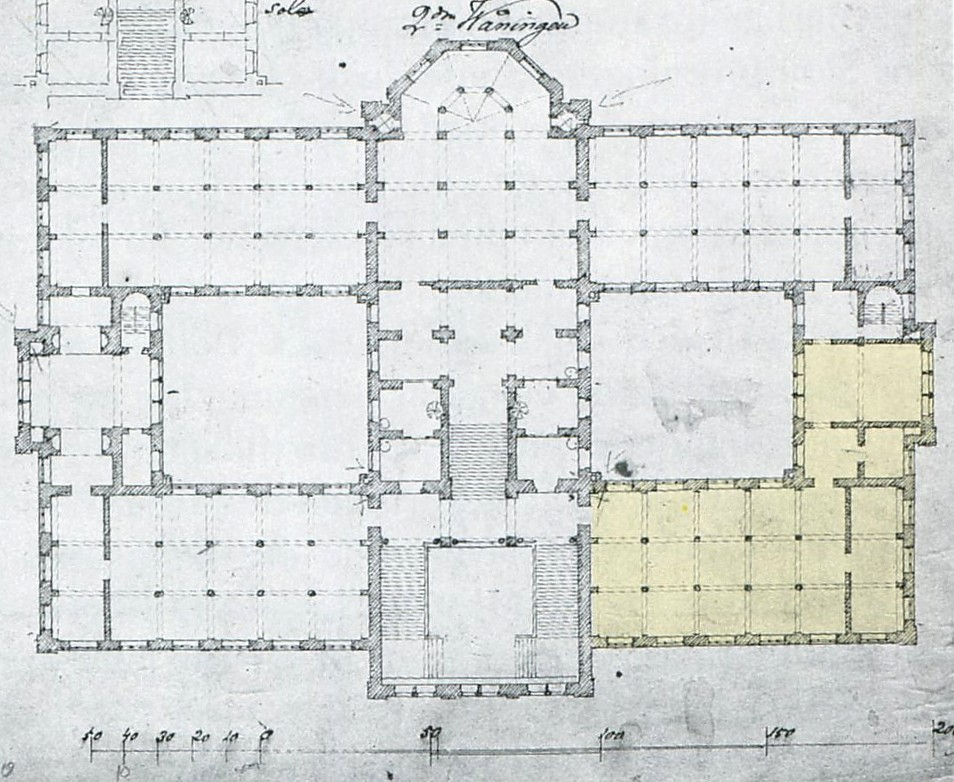
Mellanvåningen (plan 1).

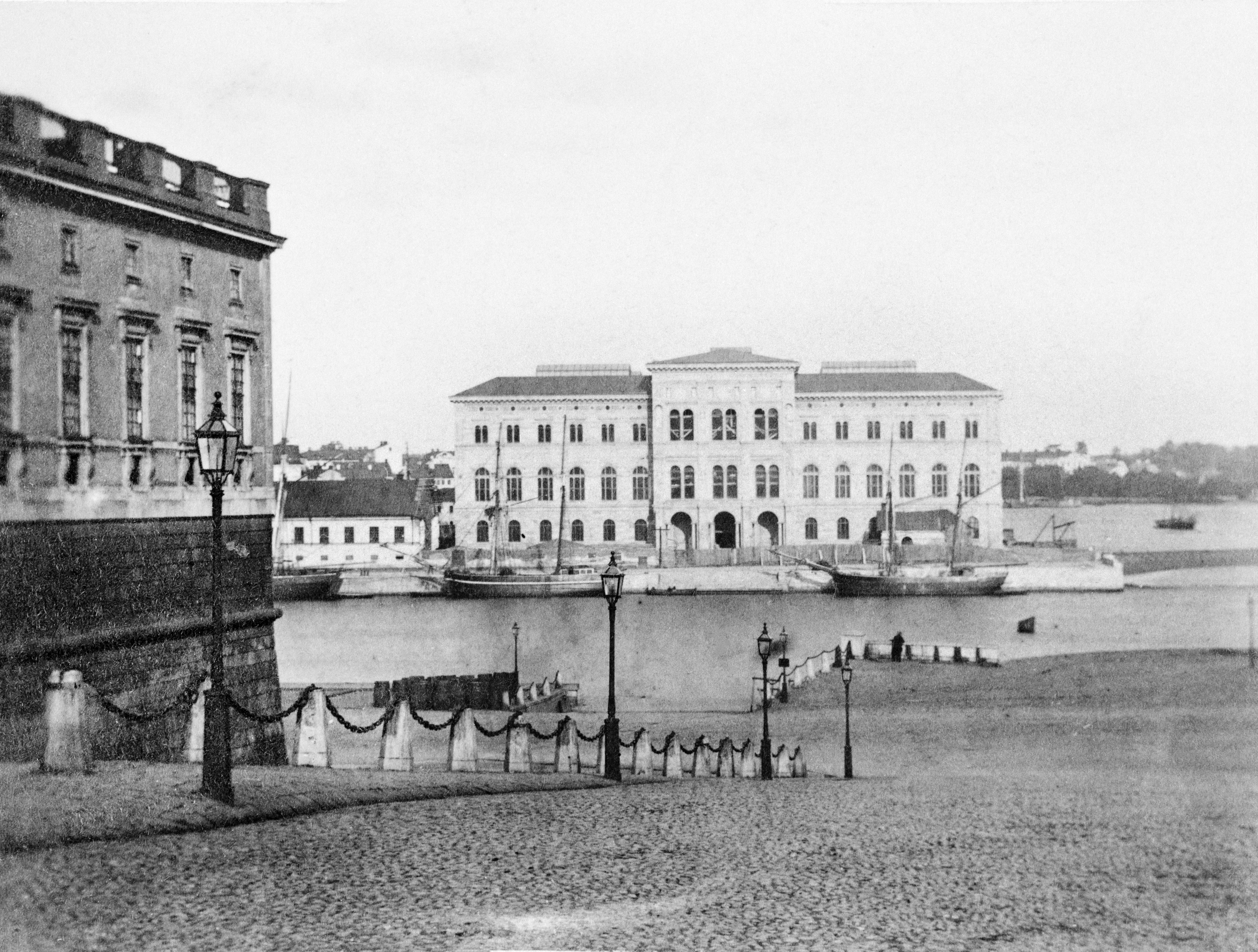
Nationalmuseum, nästan färdigställt, första halvan av 1860-talet.

Redan 1847 sattes grundläggningsarbetena igång, då fortfarande efter Scholanders förslag. År 1850 tog byggnadsarbetena sin början under ledning av den tidigare omnämnda Johan af Kleen. Det skulle bli ett av tidens största och mest påkostade byggprojekt. Det skulle ta 12 år att färdigställa museets yttre och ytterligare tre år för invändiga arbeten. Kostnadsramen spräcktes flera gångar och olika förslag till besparingar presenterades, exempelvis en putsad fasad istället för en stenklädd (vilket avvisades). När museet stod klart hade det kostat 2 200 000 kronor.
Byggnaden uppfördes i tre våningar med måtten längd 87 meter, bredd 57 meter och höjd 30 meter. Planen präglas av ett mittskepp med två flygelbyggnader som omsluter var sin innergård. Exteriören påminner om ett norditalienskt renässanspalats med en framträdande mittrisalit (mittparti). Vid byggarbetena kom även en rad byggtekniska nyheter till användning, bland annat brandsäkra bjälklag och håltegelvalv, slagna mellan järnbalkar. De två nedre våningarna är välvda medan översta våningens utställningssalar är täckta av lanterniner som bärs upp järnkonstruktioner. Uppvärmningen var av typ centralvärme, eller som det stod i byggnadsbeskrivningen från 1897 uppvärmningen sker genom i järnrör cirkulerande vattenånga.
Byggnadens tre våningsplan fick helt olika karaktär som även återspeglas i fasadernas gestaltning. Bottenvåningen med sin rusticerande fasad och relativt små fönsteröppningar skulle innehålla arkeologiska samlingar, myntkabinettet och den kungliga klädkammaren. Mellanvåningen (plan 1) ansågs vara huvudvåningen och fick stora fönsteröppningar, här skulle det Kungliga biblioteket inrymmas. Det blev dock inte så utan "Gustav III:s sal" med arbeten av Johan Tobias Sergel och Johan Niclas Byström kom att ligga här. Övervåningen (plan 2) har mindre fönster men utrustades med takfönster som ger indirekt belysning åt konstsamlingarna.

### Planritningar

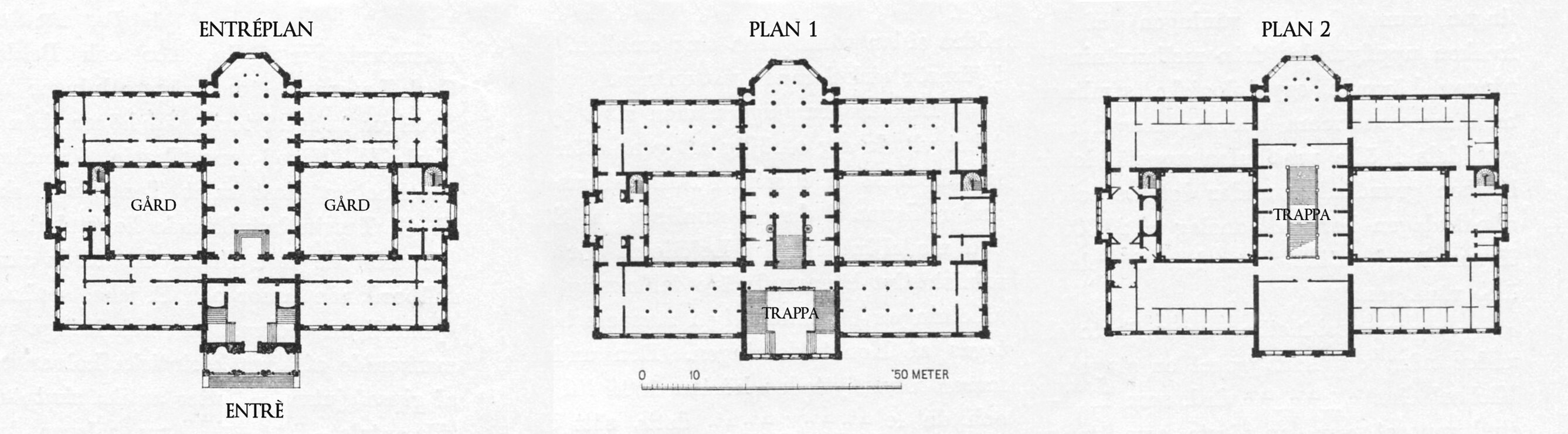
Planritningar för Nationalmuseum i Stockholm.

Redan innan byggnaden var färdig stod det klart att utrymmet inte var tillräckligt för att alla institutioner man planerat för skulle få plats. 1861 tillsattes en inredningskommitté som skulle ta sig an problemet. I stora drag löste det sig genom att Kungliga biblioteket, för vilket mellanvåningen ursprungligen var avsedd, inte flyttade in. Som byggnadens praktvåning skulle denna bättre komma till sin rätt om den användes för att visa skulptur och föremål ur Livrustkammarens samlingar. Kommittén höll fast vid att använda den översta våningen för måleri- och teckningssamlingarna, vilket också var Stülers avsikt. På bottenvåningen skulle de historiska samlingarna visas.

### Exteriör
Fasaderna kläddes helt i natursten, vilket var ovanligt för tiden. Sten för den finhuggna granitsockeln togs från trakten, i övrigt användes finhyvlad röd och grå borghamnskalksten. Kvalitén var ojämn och bidrog till senare fasadskador. Den rikaste utsmyckningen finns på mittrisaliten. Överst står i förgylld text Antiquitatis Litterarum Artium Monumentalis, därunder syns allegorier över de olika konstarterna.
I två nischer avbildas Nicodemus Tessin d.y. och Johan Tobias Sergel i helfigur. På sex medaljonger visas Carl von Linné, Esaias Tegnér, Johan Olof Wallin, David Klöcker Ehrenstrahl, Bengt Erland Fogelberg och Jöns Jacob Berzelius. För utformningen av skulpturerna, som höggs i marmor i Stockholm respektive Carrara anlitades Johan Peter Molin och Carl Gustaf Qvarnström. Skulpturerna placerades så att de skulle beteckna respektive vånings funktion. De av Stüler planerade takfigurerna utfördes inte.

### Fasaddetaljer

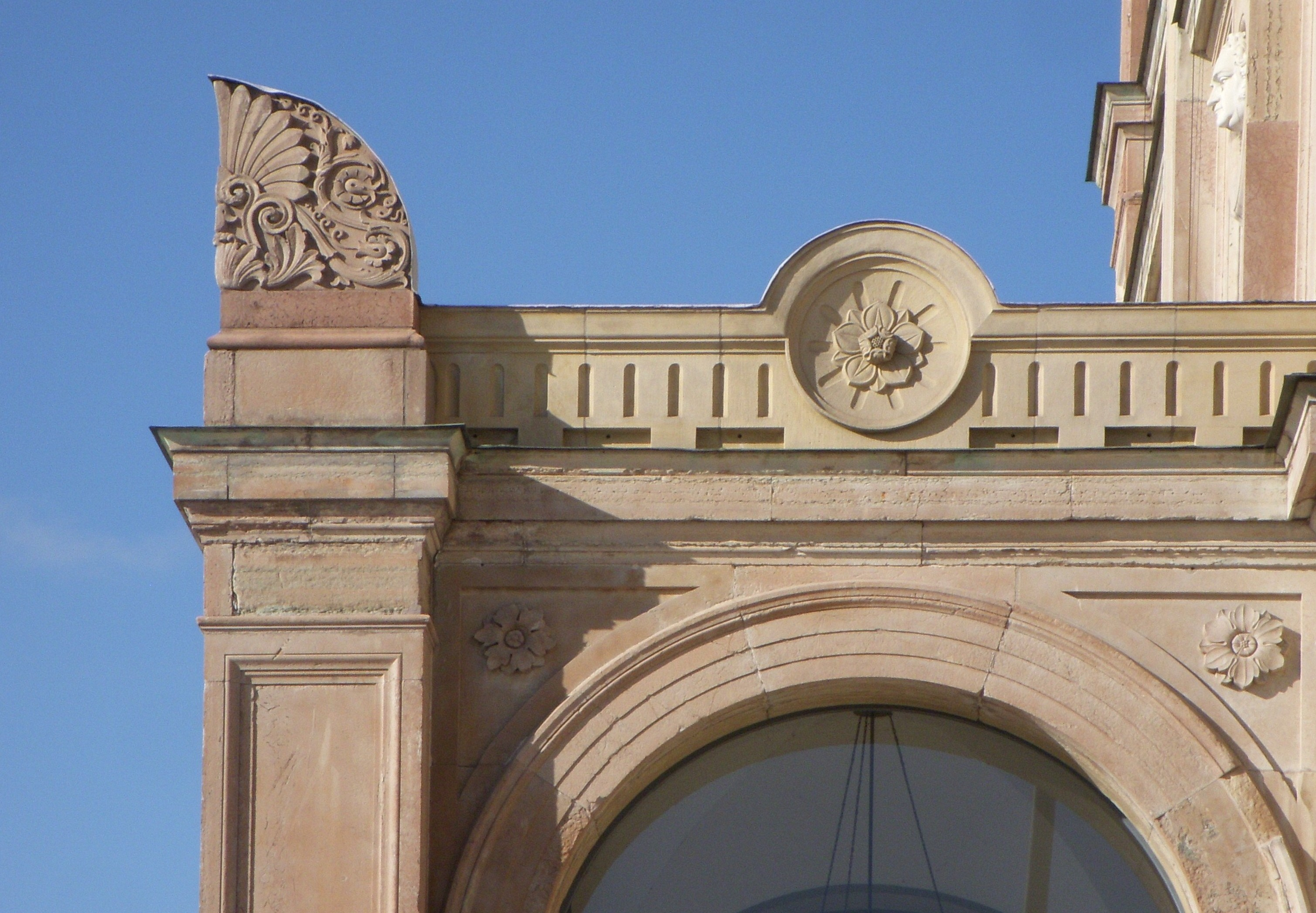
Takfris portik
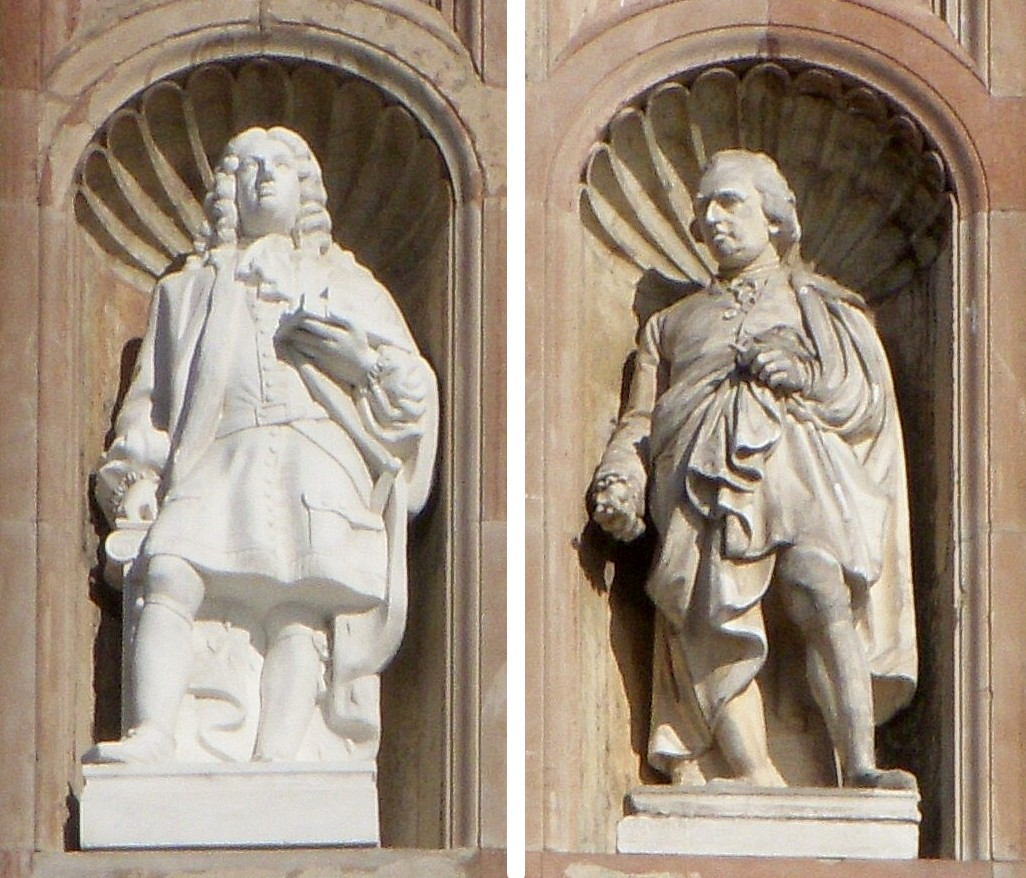
Tessin d.y. och Sergel
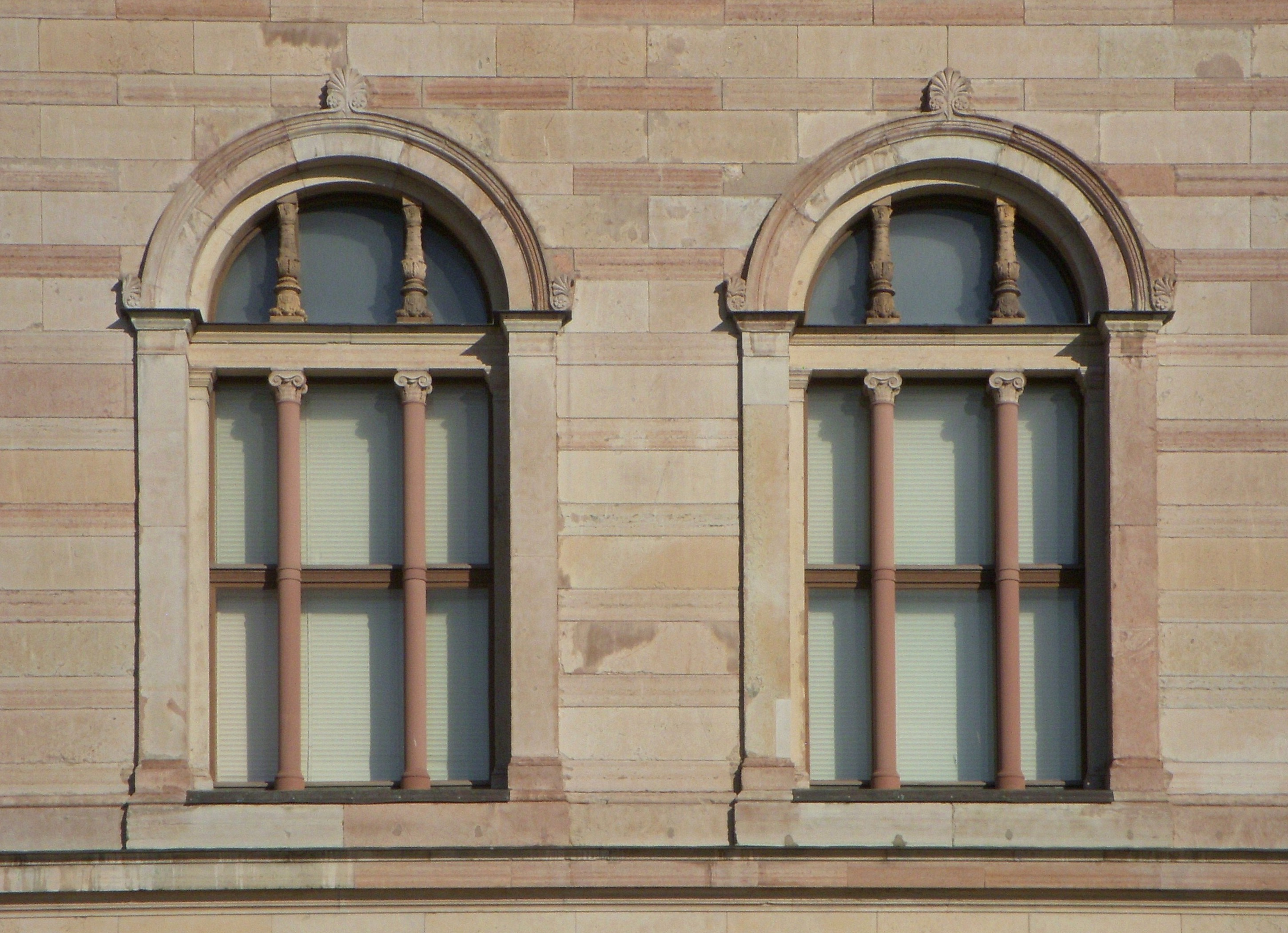
Fönster plan 1
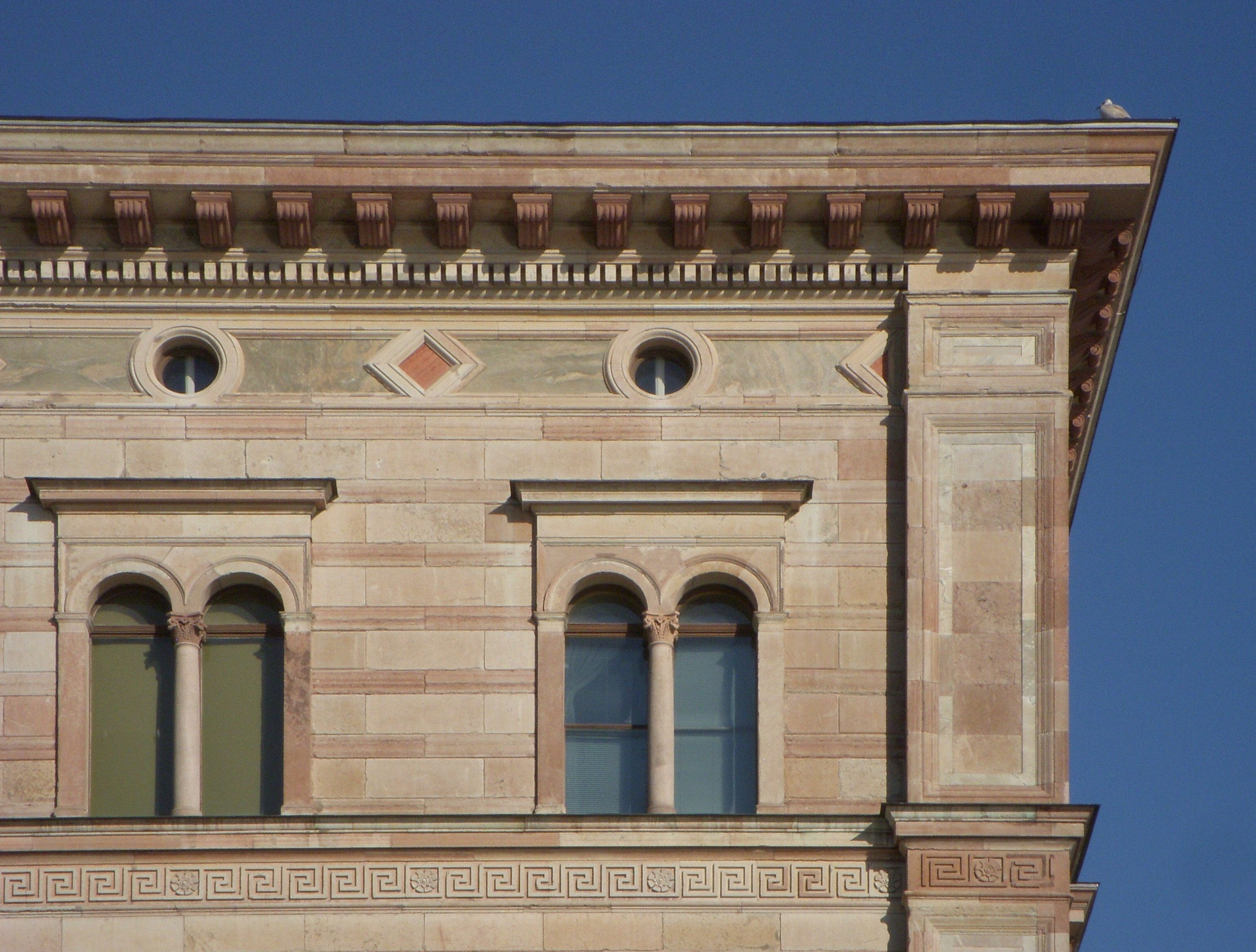
Fönster plan 2

Medaljonger (urval)
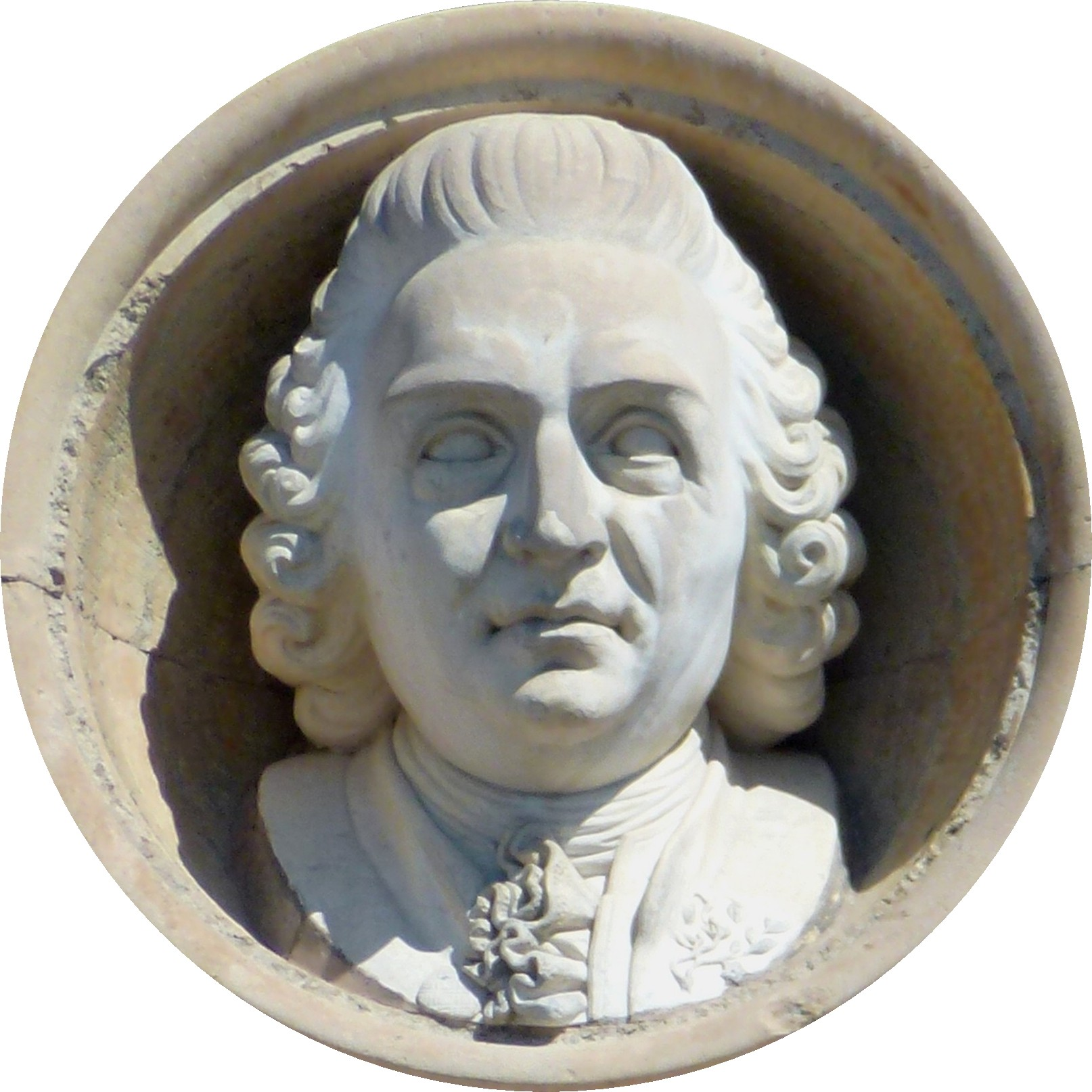
Linné
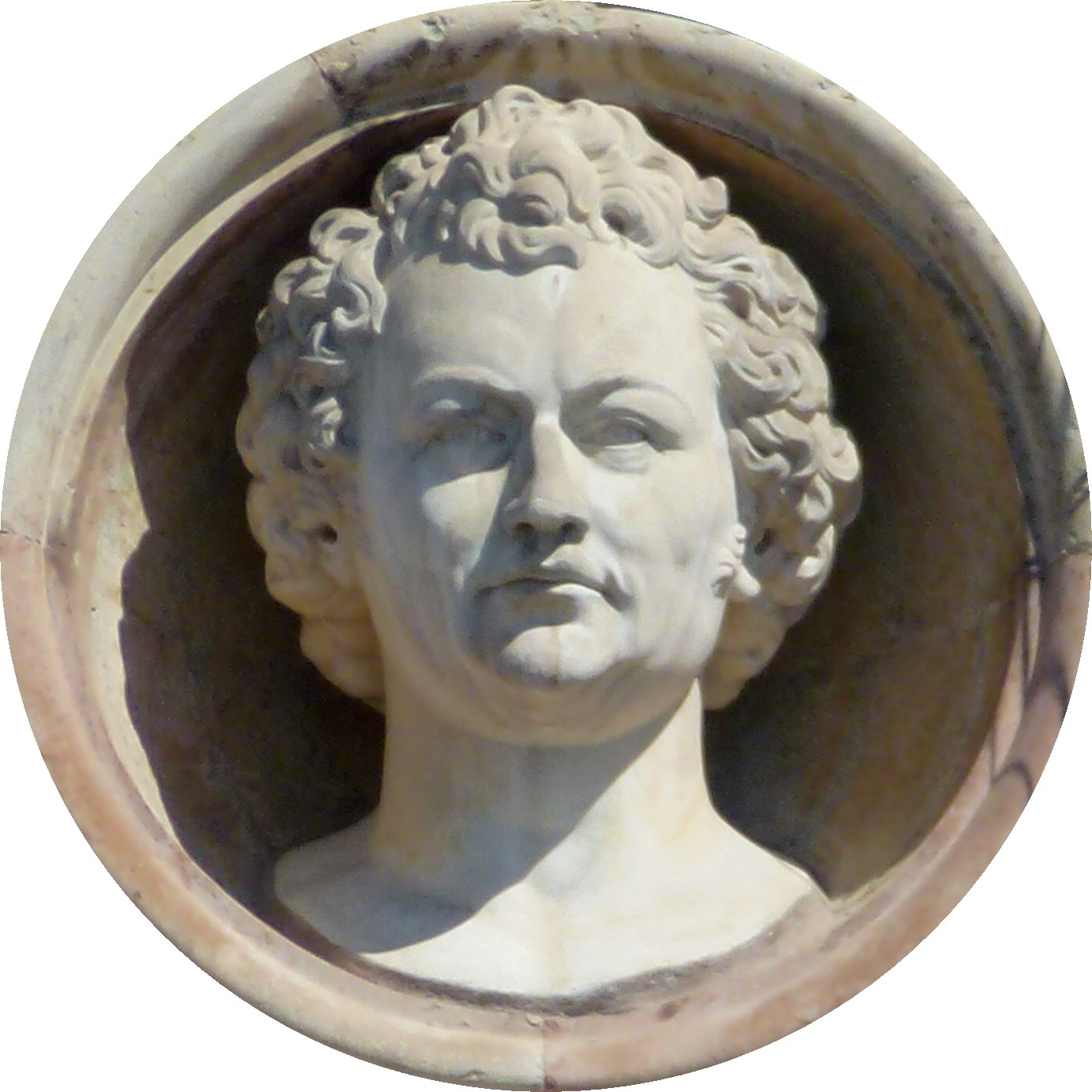
Tegnér
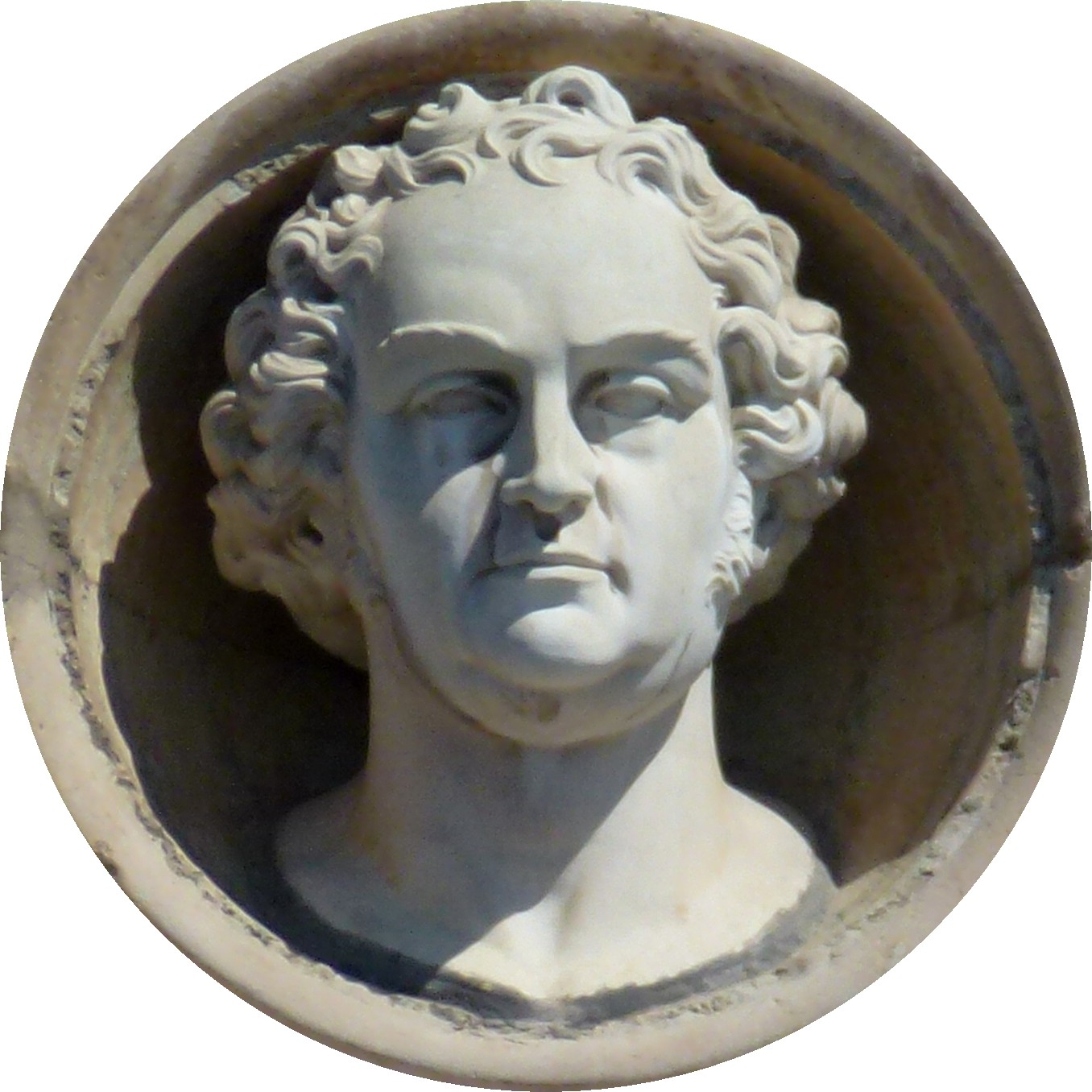
Wallin
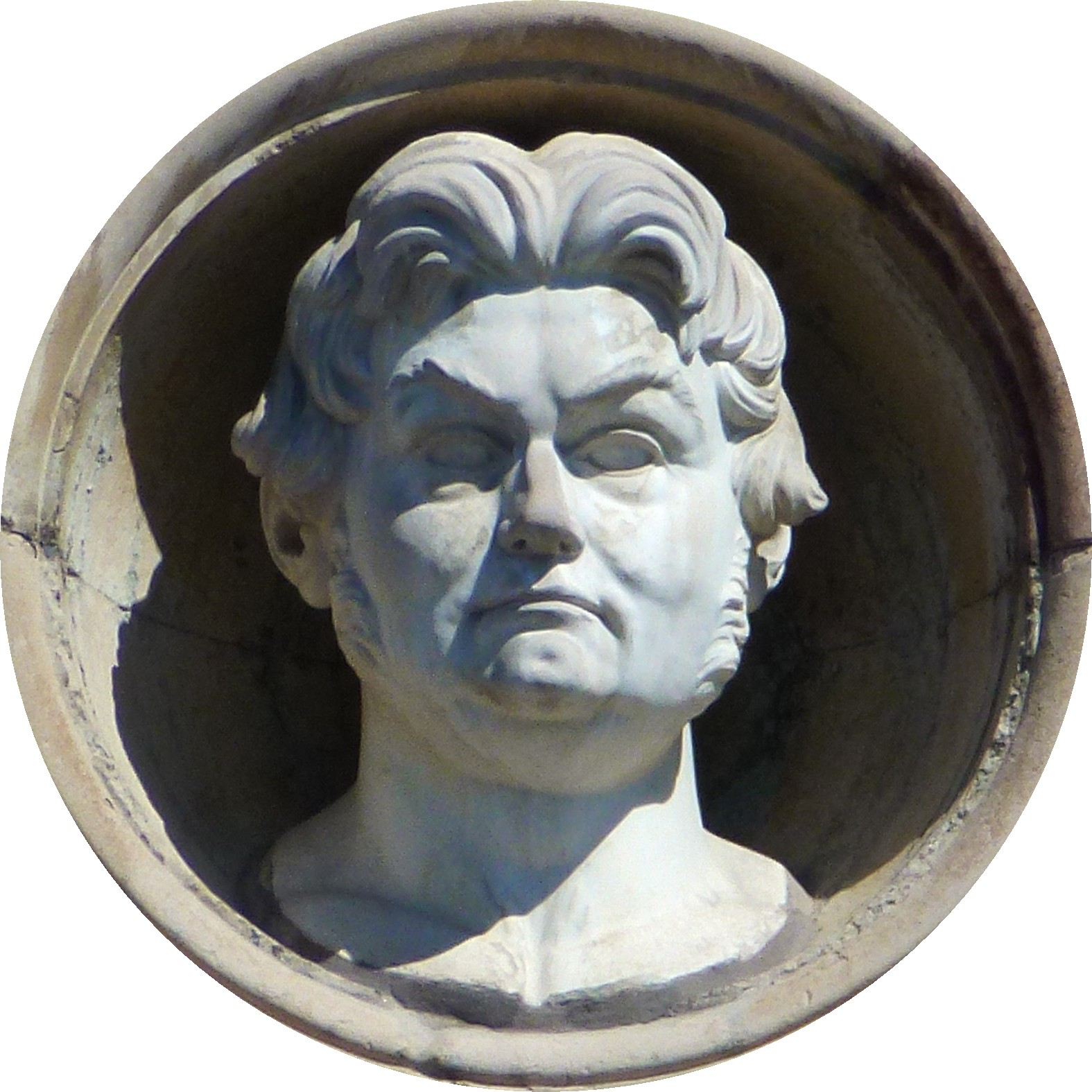
Berzelius
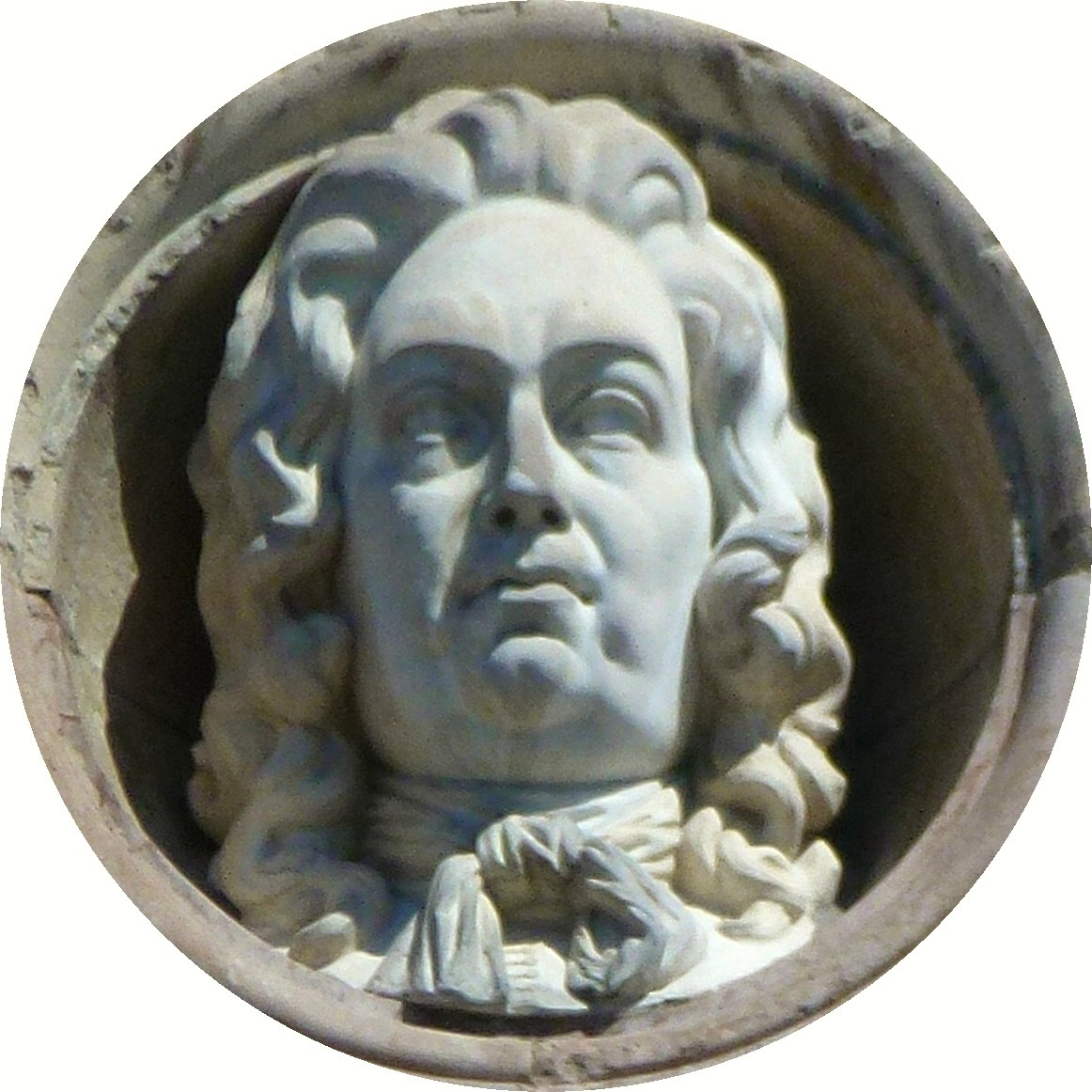
Ehrenstrahl
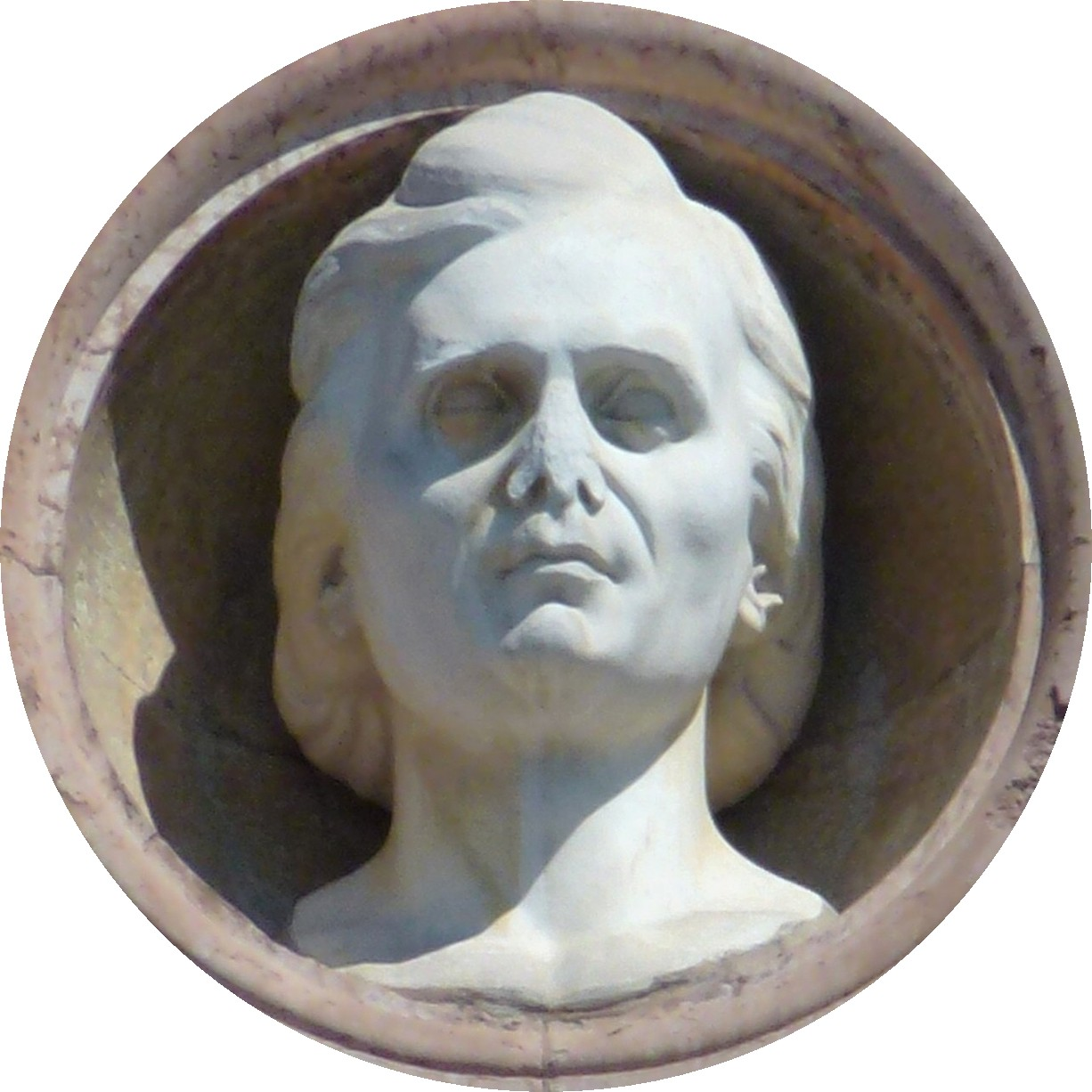
Fogelberg

### Interiör
Museets generösa trapphall nås via en numera inglasad portik i vilken placerades allegoriska bronsgrupper i två nischer. De kom först 1897 på plats och visar i den vänstra nischen Theodor Lundbergs Konst och slöjd och i den högra nischen Christian Erikssons Konstforskning. Huvudtrappan fick en dominerande placering i byggnaden och upptar närmare en tredjedel av hela golvytan. Trapphallen skulle vara festrum och kommunikationscentrum. Trappstegen är av vit marmor och börjar som en dubbeltrappa i den nedre vestibulen, för att i den övre vestibulen förena sig till ett enda centralt trapplopp. I övervåningen omges trappan av arkader och högt placerade ljusinsläpp. För omfattningar, kolonner och golv användes såväl kolmårdsmarmor som italiensk marmor av olika slag.
Väggarna i trapphallen var till en början vitmålade och fick Carl Larssons freskomålningar först mellan 1895 och 1896. Larssons monumentalmålning Midvinterblot kom på plats så sent som 1992. Gustav Vasas intåg i Stockholm som monterades i slutet av 1907 och Midvinterblot dominerar huvudtrappans övre vestibul. Taket är utformat som ett kassettak i trä mellan rikt dekorerade valvbågar. Den luftiga hallen smyckas av stora väggnischer markerade av höga kolonner i korintisk ordning som är huggna i mörkådrig vit marmor. Längs balustraden står gipsavgjutningar efter antika skulpturer.

Huvudtrappan med Carl Larssons målningar
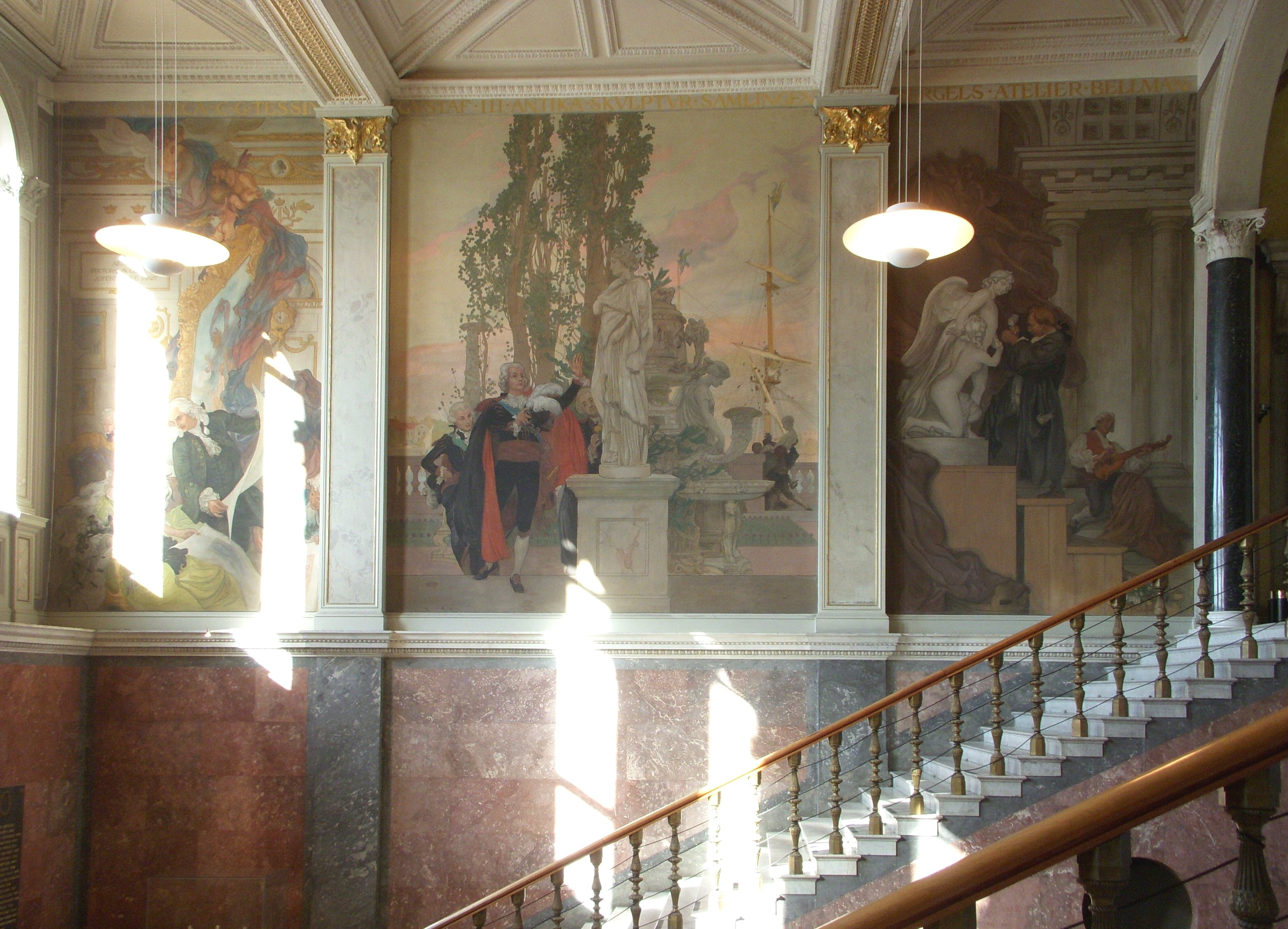
Västra trappa, entréplan - plan 1
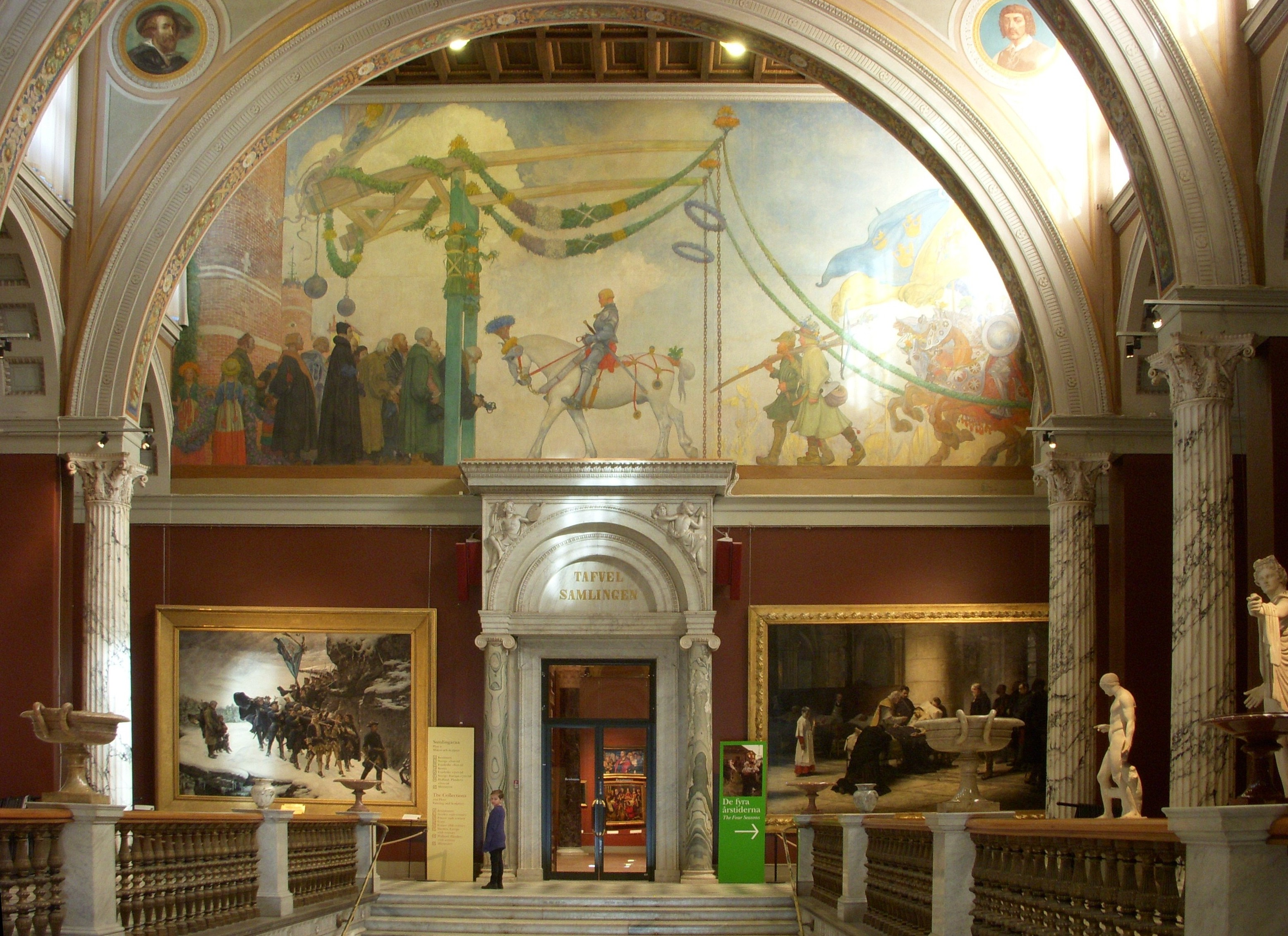
Gustav Vasas intåg..., plan 2
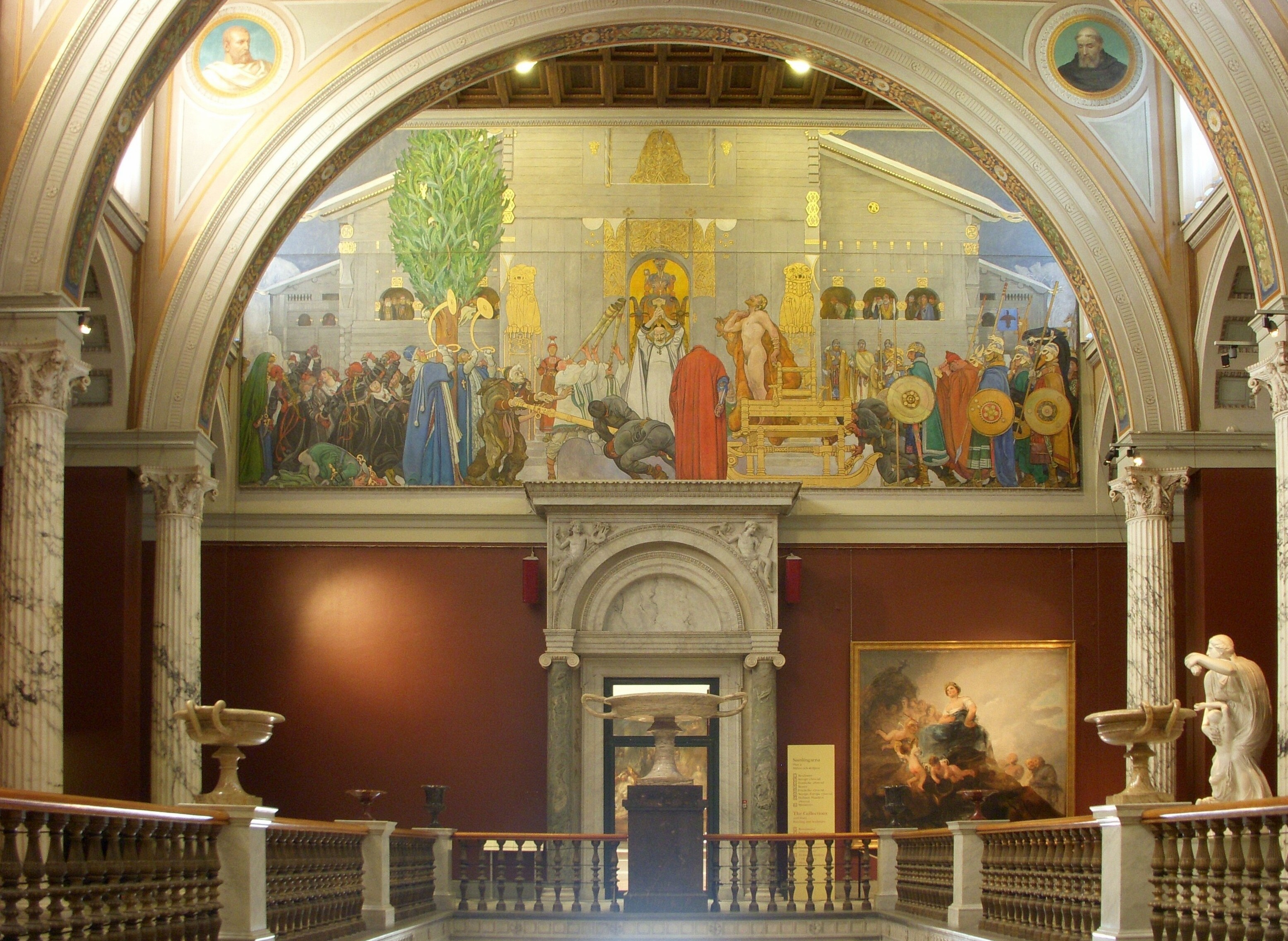
Midvinterblot, plan 2
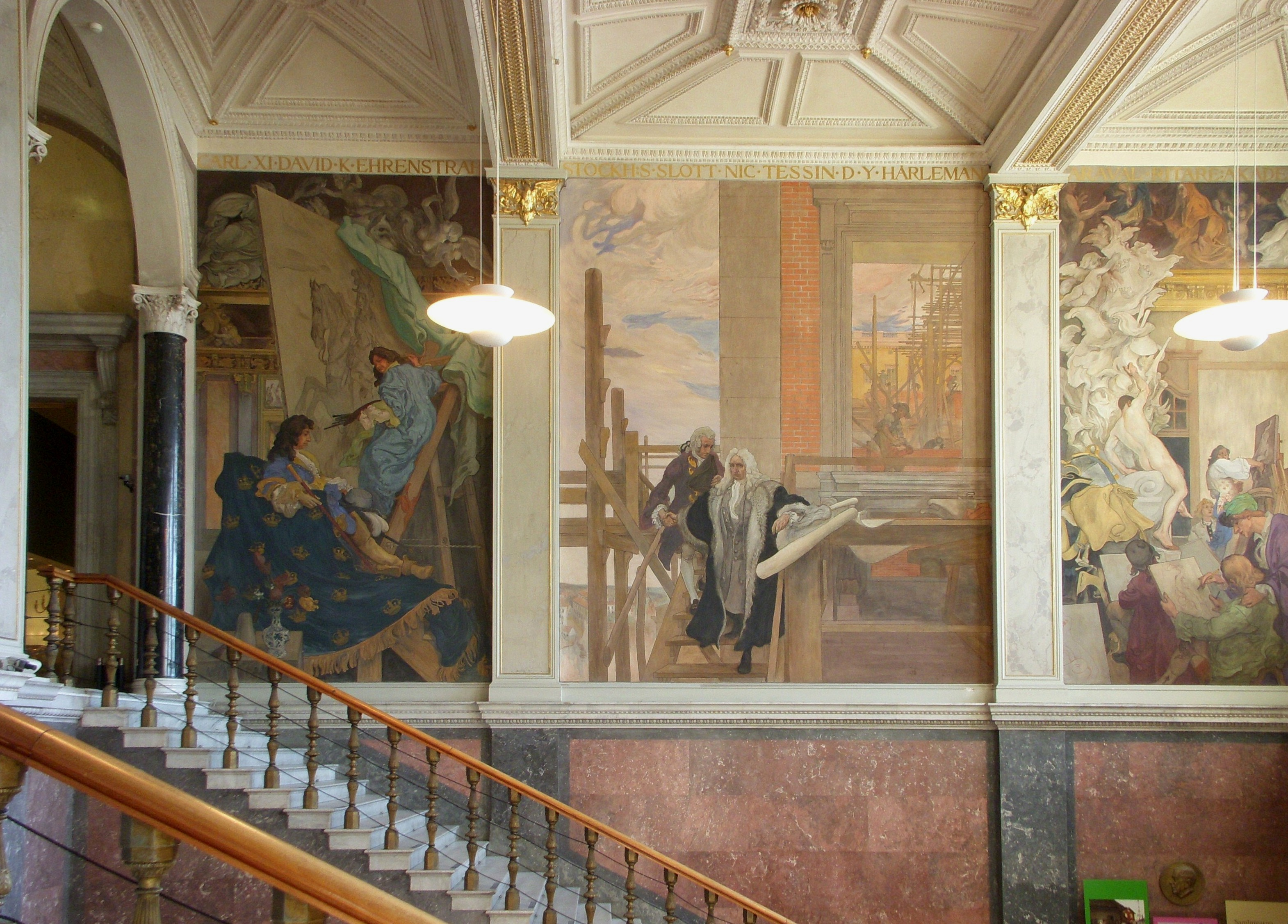
Östra trappa, entréplan - plan 1

### Utställningssalar
Till en början förfogade det nya museet över 16 stora utställningssalar och omkring 50 mindre salar och kabinett fördelade på tre våningsplan. I källarvåningen anordnades magasin och tekniska utrymmen för husets drift. Den ursprungliga plandispositionen var:
- Entréplan: Stenåldern, bronsåldern, järnåldern, medeltiden, nyare tiden och myntkabinettet, i mittskeppet anordnades kyrksalen.
- Plan 1: Keramik, glas-, metall- och stenföremål, skulptursamlingen, konstslöjdsamlingen och egyptologiska samlingen.
- Plan 2: Gravyrsalen, franska målningar, svenska målningar, italienska målningar, norska och danska målningar, tyska målningar och nederländska målningar. Under en kortare tid, fram till 1884 låg här även Livrustkammaren.

Utställningssalar (före renoveringen)
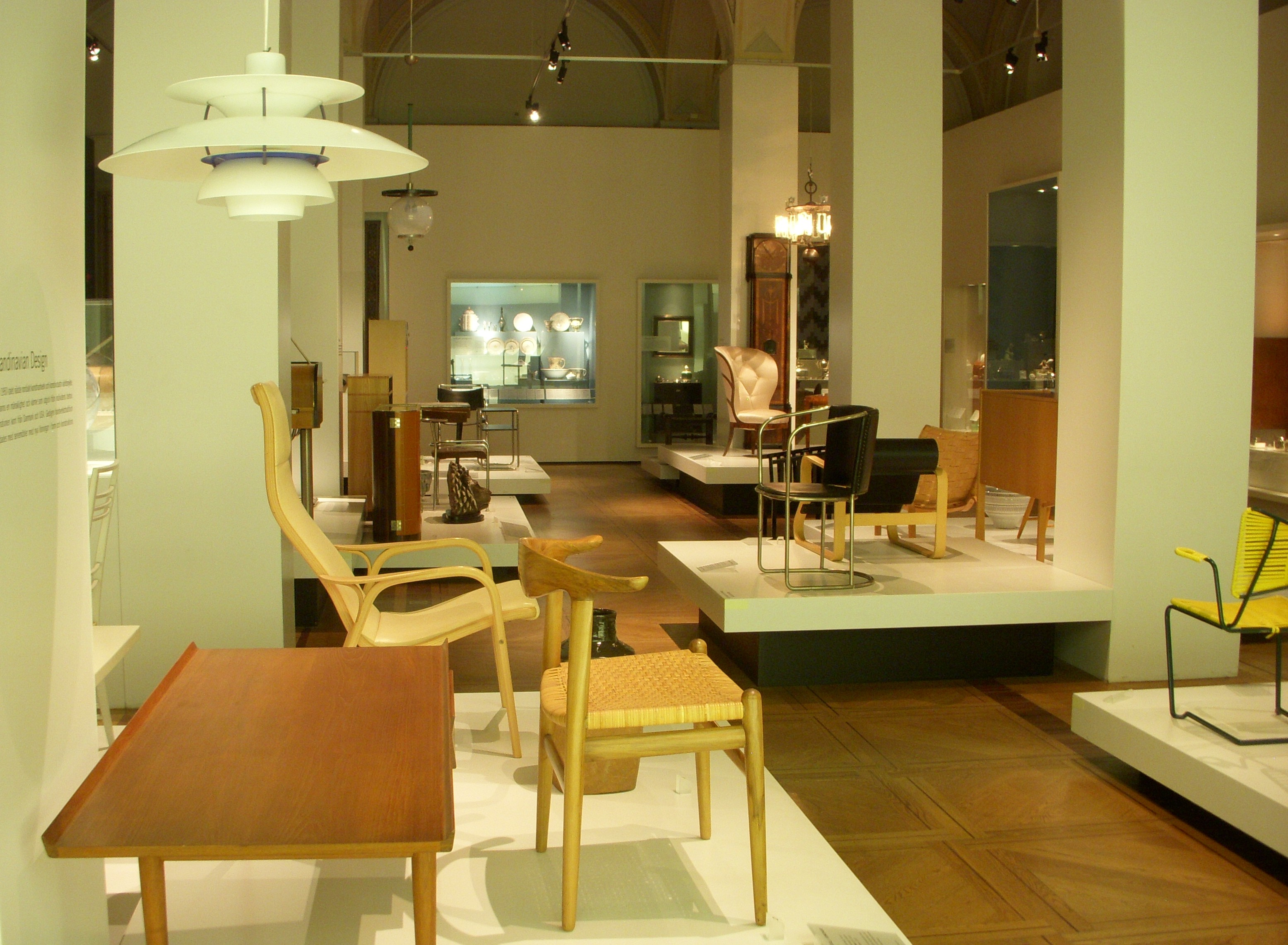
Plan 1: "Den moderna formen"
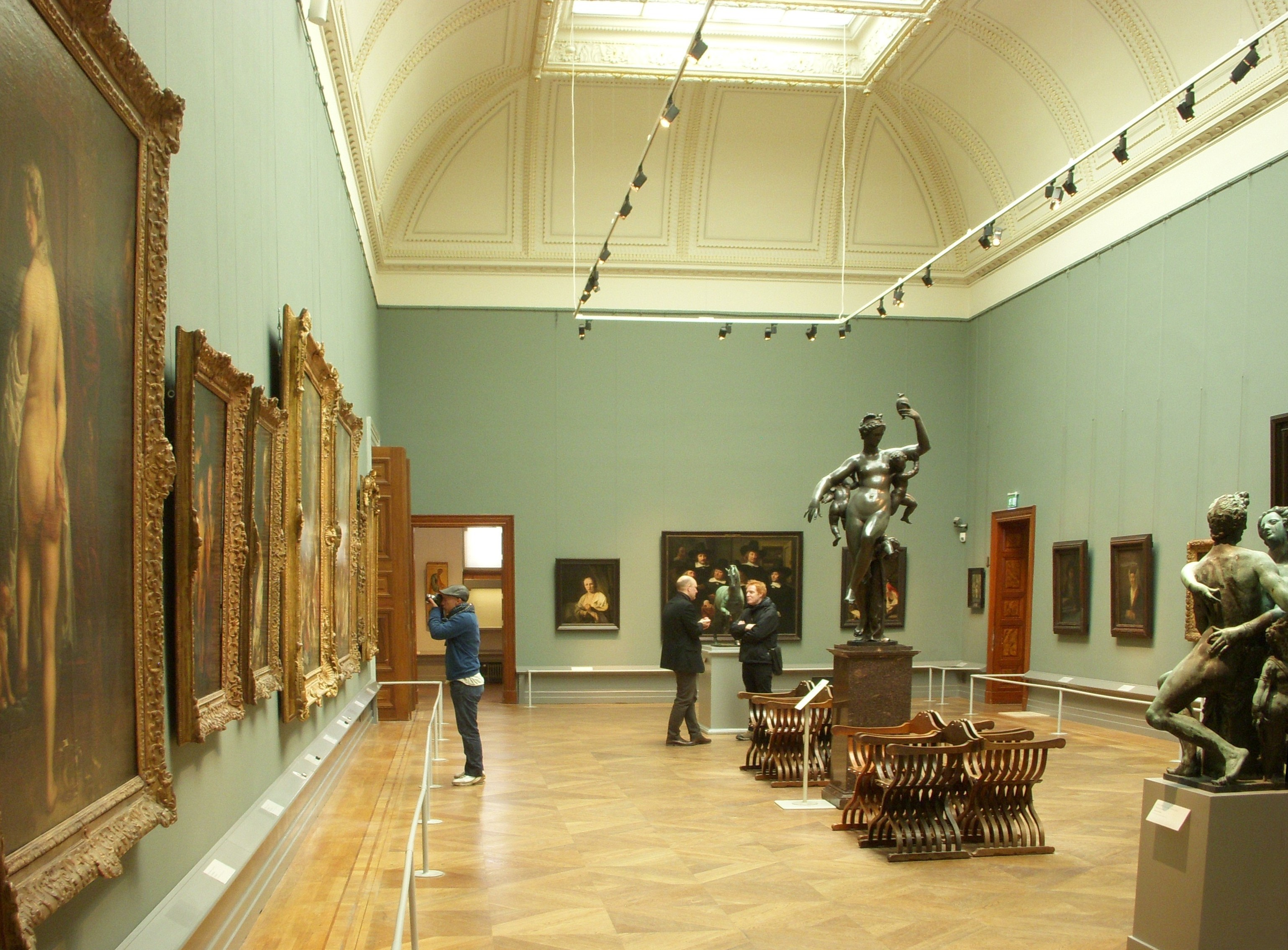
Plan 2: "Holland och Flandern"
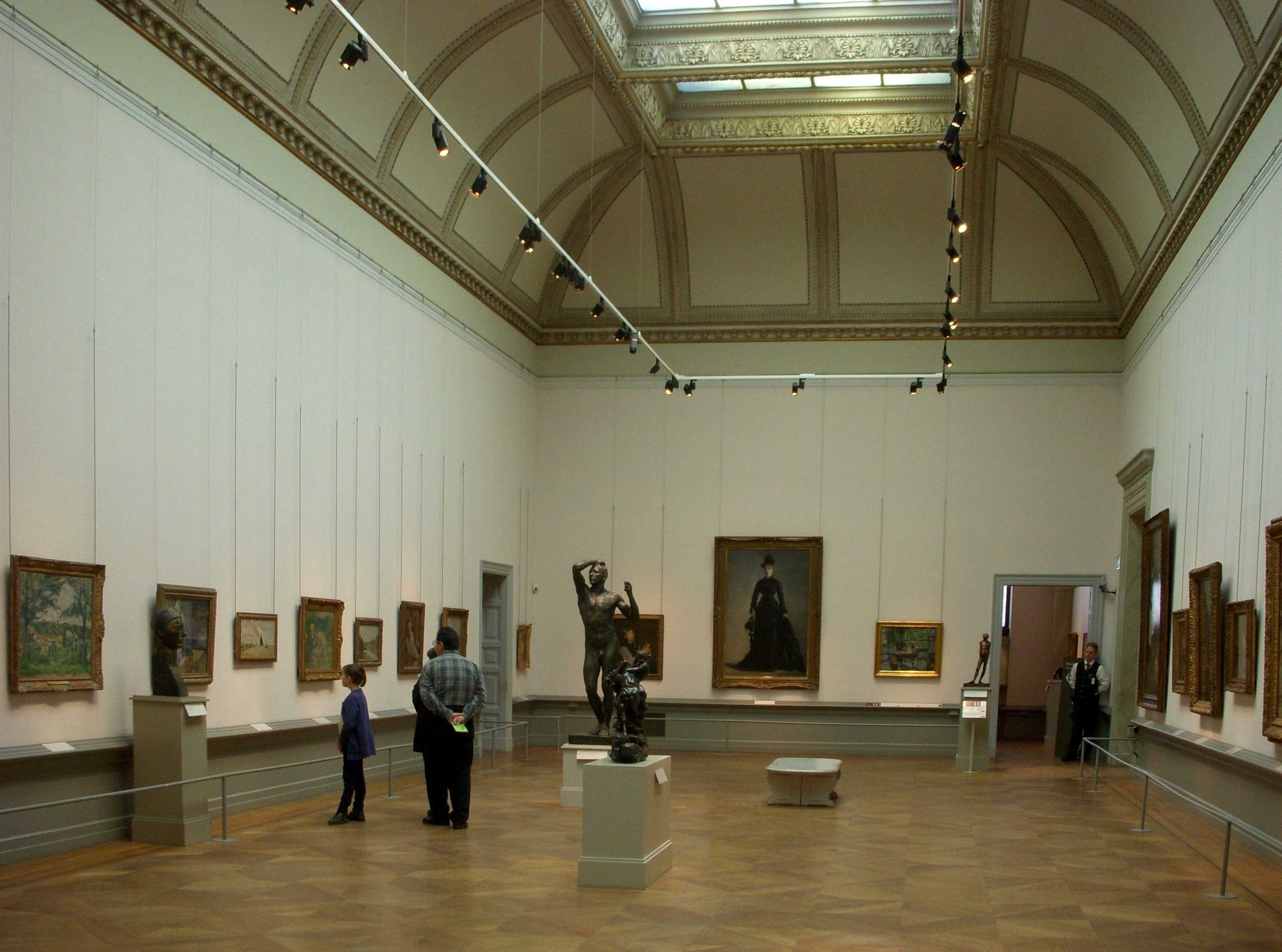
Plan 2: "Frankrike 1700-tal"
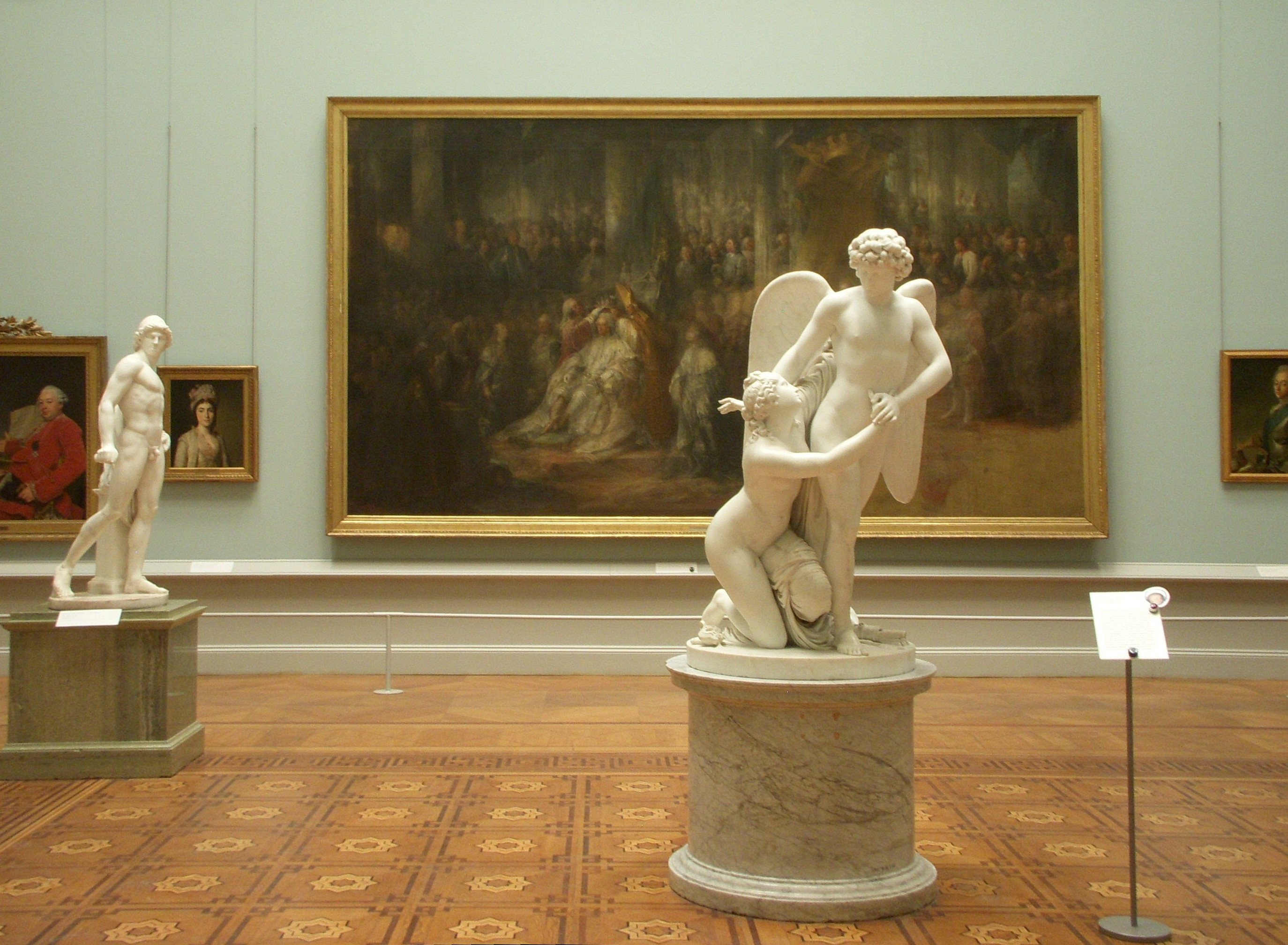
Plan 2: "Sverige, Europa 1700-tal"

Utställningssalar (efter renoveringen)
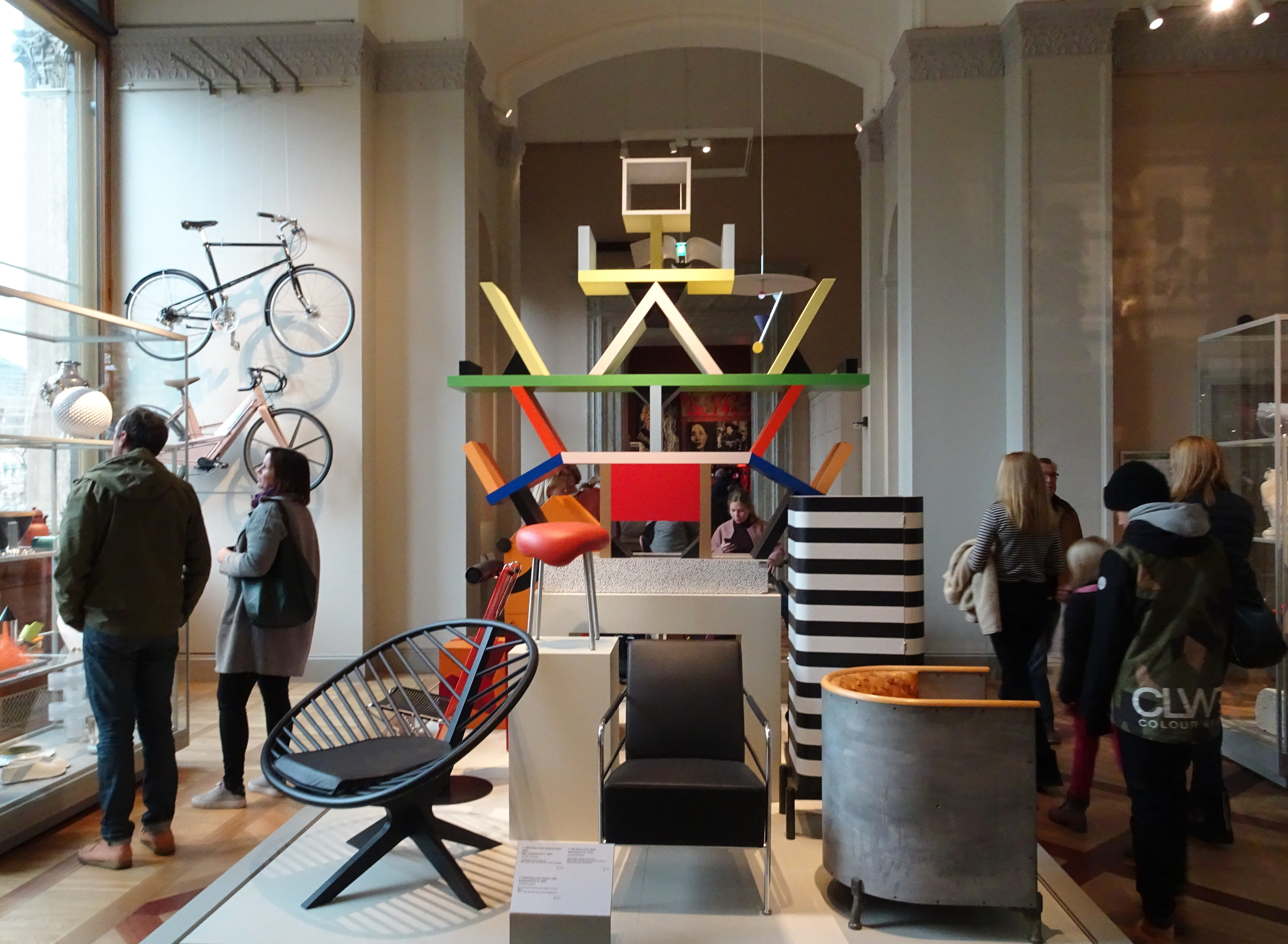
Entréplan, Designtorget
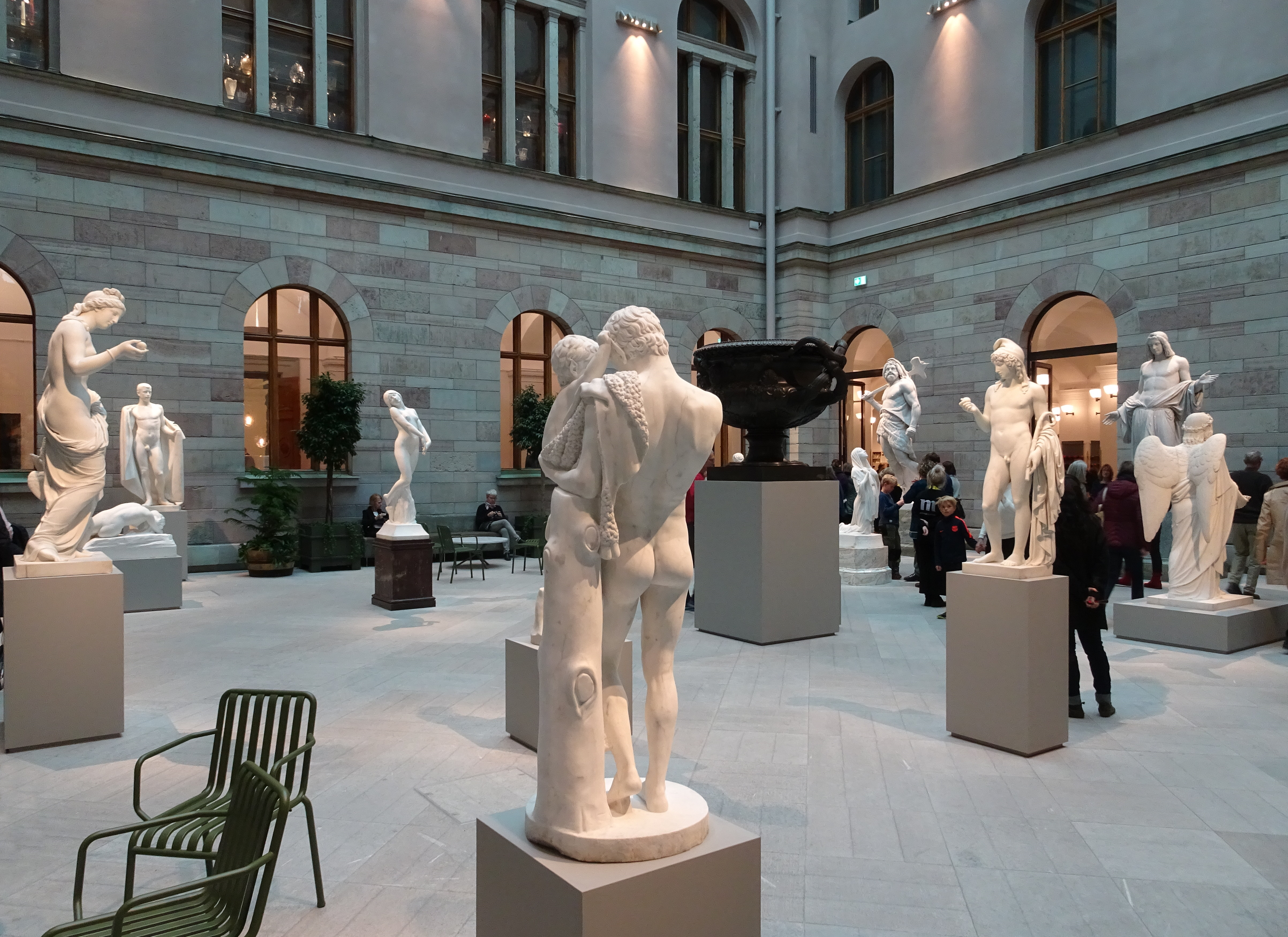
Entréplan, Skulpturhallen
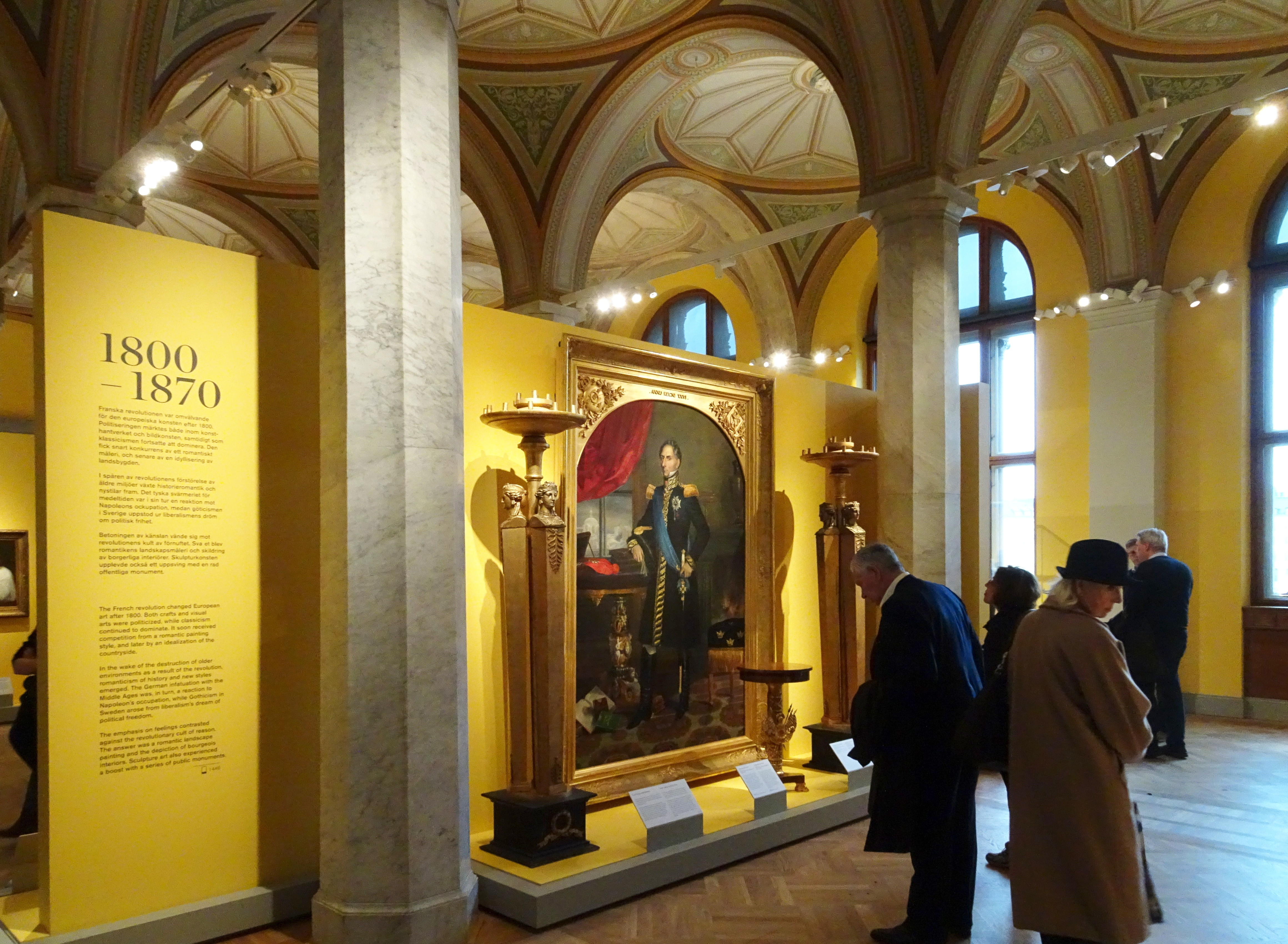
Mellanplan, 1800-1870
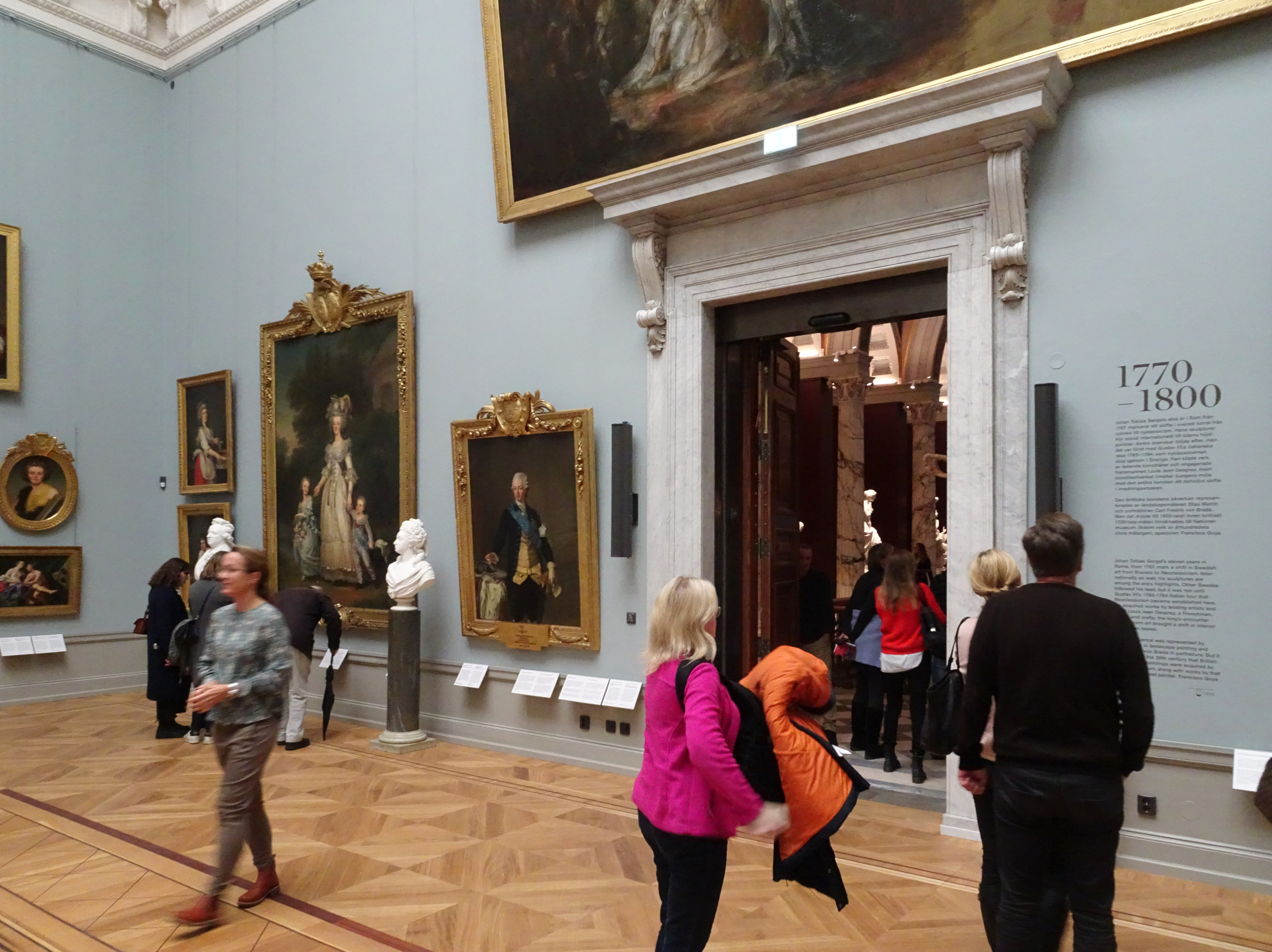
Övre plan, 1770-1800

### Museiparken
Fram till 1850-talet fanns en kanal som skilde Blasieholmen från dess östligaste del som hette Kyrkholmen. I samband med byggarbetena för museet på Kyrkholmen lät chefen för bygget, Johan af Kleen, helt sonika fylla igen kanalen utan att ha tillstånd till det, varpå markägaren, Stockholms stad, länge tvistade om hur den nyvunna marken kunde användas. Först i mitten på 1860-talet, när Nationalmuseum nästan var färdigbyggt, enades man om att anlägga här Museiparken. I parken finns tre konstverk uppställda: Bältespännarna av Johan Peter Molin (rest 1867), Yngling med sköldpadda av John Börjeson (rest 1884) och Fosterbröderna av Theodor Lundberg (rest 1891).

## Invigningen

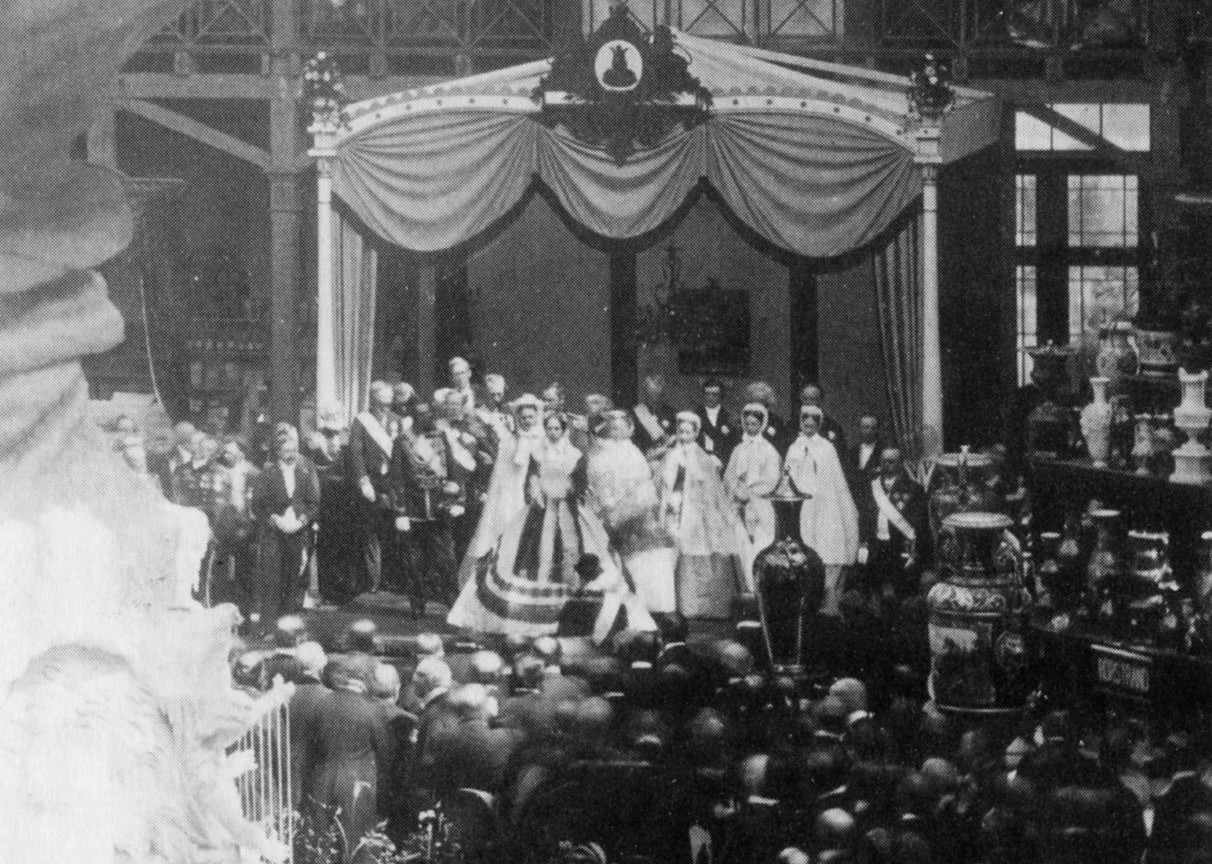
Invigning av drottning Lovisa i industrihallen.

Nationalmuseum invigdes med den "Skandinaviska konstutställningen" den 15 juni 1866 av kronprins Oscar och drottningen Lovisa, eftersom kungen Karl XV var sjuk vid tillfället. Samtidigt öppnades även Stockholmsutställningen 1866, som ägde rum i Kungsträdgården och hade "Skandinavisk industri" som tema.
Själva invigningsceremonin ägde rum i industrihallen på Kungsträdgården. Vid invigningen tog hovfotografen Johannes Jaeger det som räknas som Sveriges första reportagefotografi av en aktuell händelse. Han var en av utställningens officiella fotografer och hade inom fyra timmar snabbframkallat invigningsbilden samt överlämnat den till den sjuke kungen på Ulriksdals slott.
Dubbelutställningen var ett resultat av den skandinaviska rörelsen och redan tidigare hade liknande utställningsprojekt tillkommit, bland annat i dåvarande Kristiania 1857 och 1861. "Men det var Stockholm förbehållet att se den första verkliga representativa nordiska konstexpositionen öppnad i samband med en industriutställning", skrev Lorentz Dietrichson i Ny Illustrerad Tidning efteråt. När konstutställningen i Nationalmuseum stängde sina portar den 14 oktober 1866 hade den besökts av 91 000 personer från in- och utlandet, en relativ hög siffra med tanke på Stockholms dåtida folkmängd som uppgick till cirka 115 000 individer.

## Om- och tillbyggnader
År 1921 genomfördes ombyggnaden av "Gustav III:s sal" i mellanvåningen med Gustaf Lindgren som ansvarig arkitekt. 1961 anordnades föreläsnings- och utställningssalar i den södra ljusgården samt byggdes ett annex längs Museikajen för bland annat verkstäder. Efter ombyggnaden 2013–2018 finns här museets administration. Annexets fasad mot kajen är klädd med cortenstål som med sin roströda färg var tänkt att kunna samverka med huvudbyggnadens kalkstensfasad. Fasaden mot Museiparken består av mörkrött hårdbränt tegel. För utformningen stod arkitekt Per-Olof Olsson. 
I samband med ombyggnaden 2013–2018 tillkom ytterligare en byggnad som står i anslutning till Annexet. För att få plats med den inom byggrätten kortades Annexet med cirka tio meter. Den nya volymen mäter 7x24 meter och är snedställd vilket säkrar en siktlinje mot Blasieholmsgatan och Skeppsholmen vilket också för in ljus i Museiparken. Den kubiska byggnaden liknar en spånkorg med fasader i mönstrad betong och kopparklädd lastport. För utformningen stod Wingårdh arkitektkontor. 

Byggnader i anslutning till museet
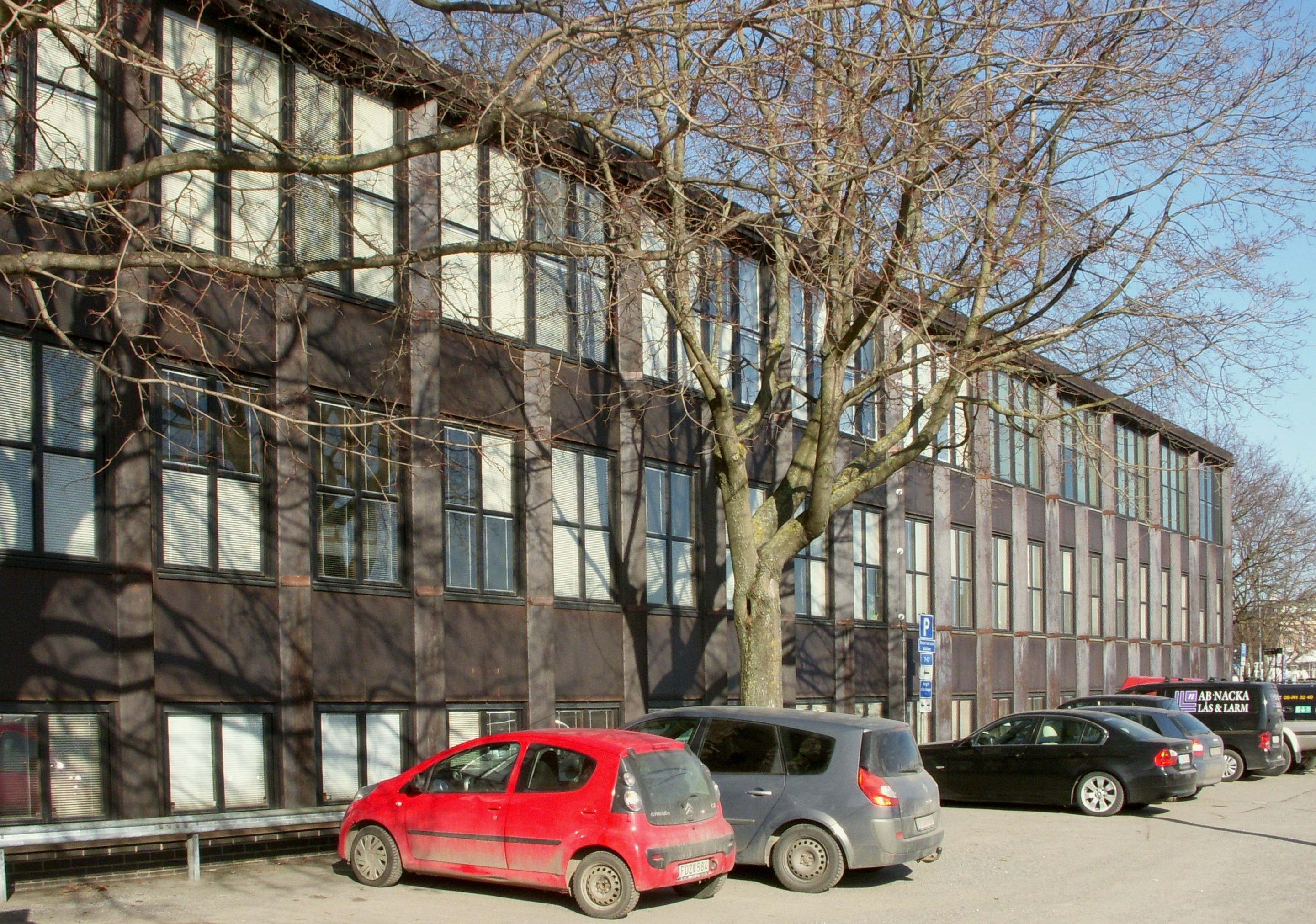
Annexet, 2012 (gamla fasaden mot Museikajen).
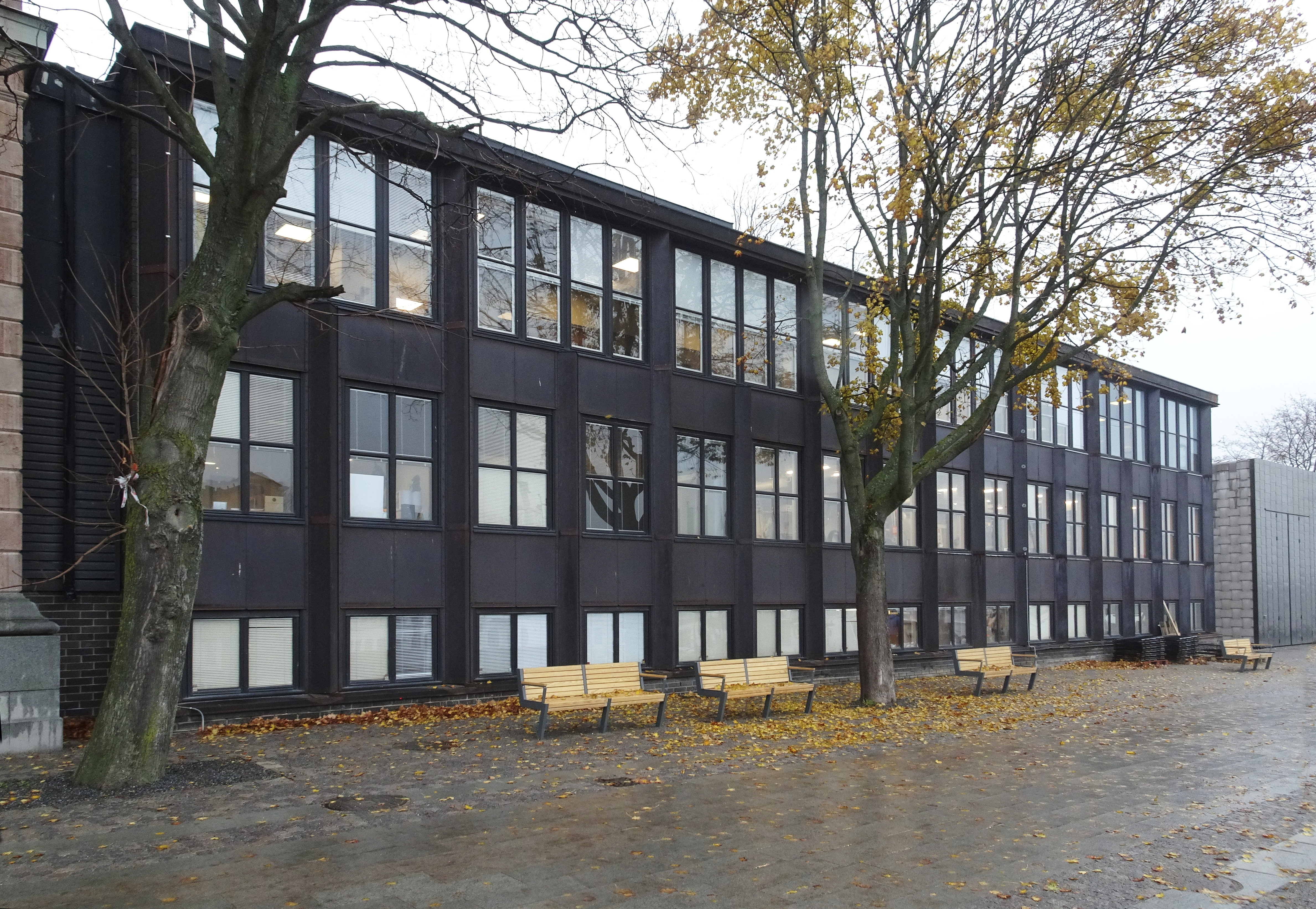
Annexet, 2018 (fasad mot Museikajen).
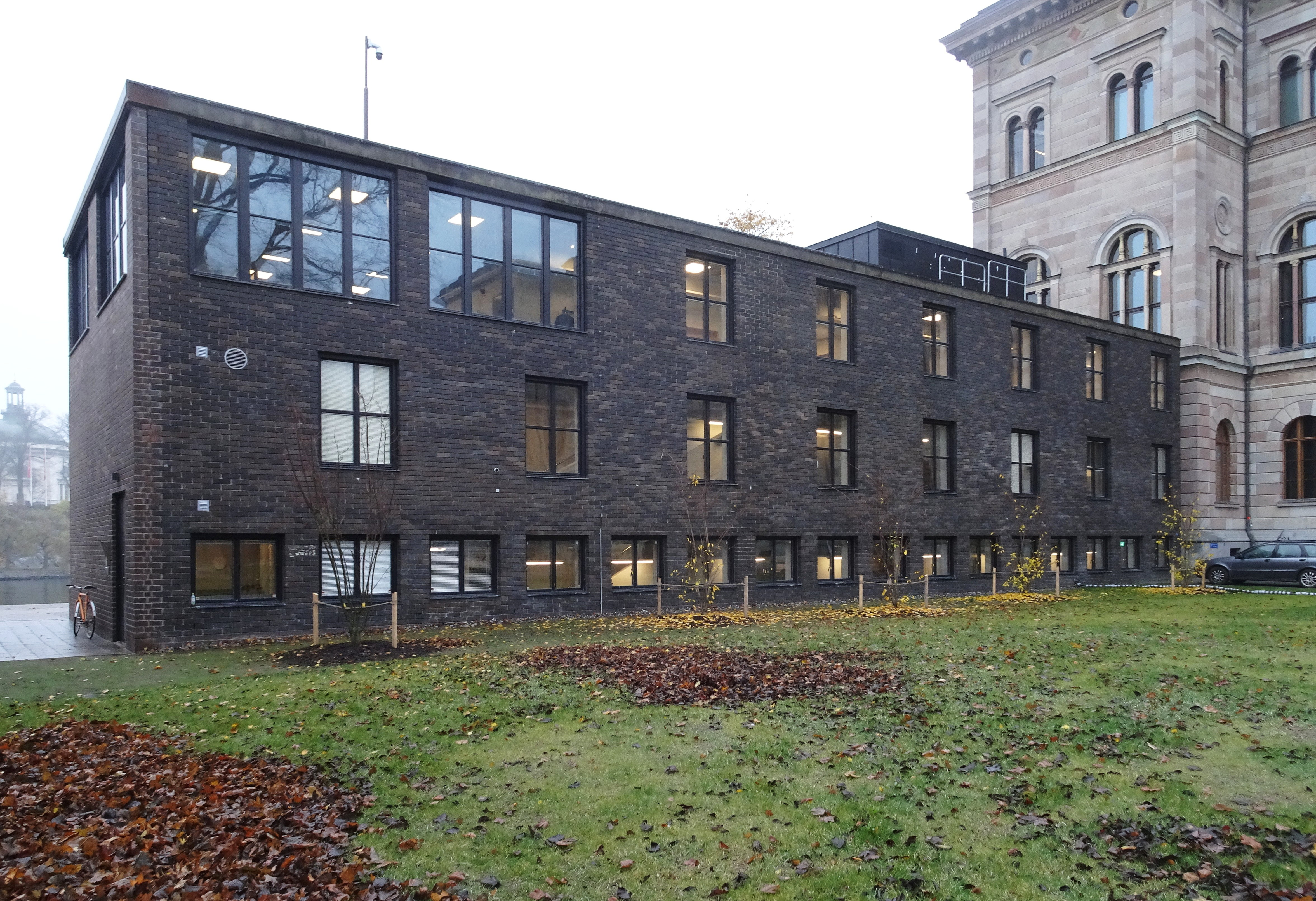
Annexet, 2018 (fasad mot Museiparken).
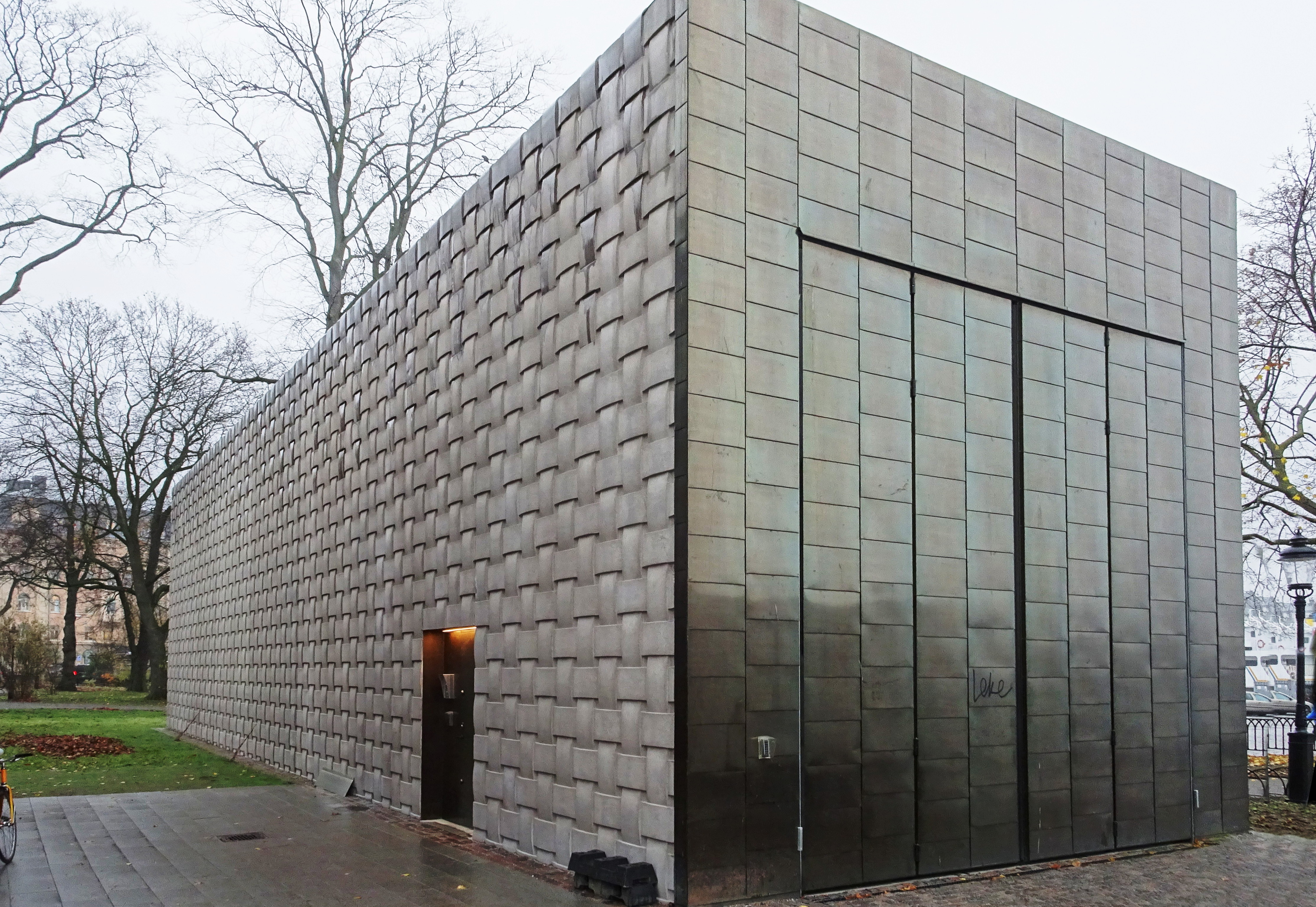
Lastintaget, 2018.

### Renovering "Nya Nationalmuseum"

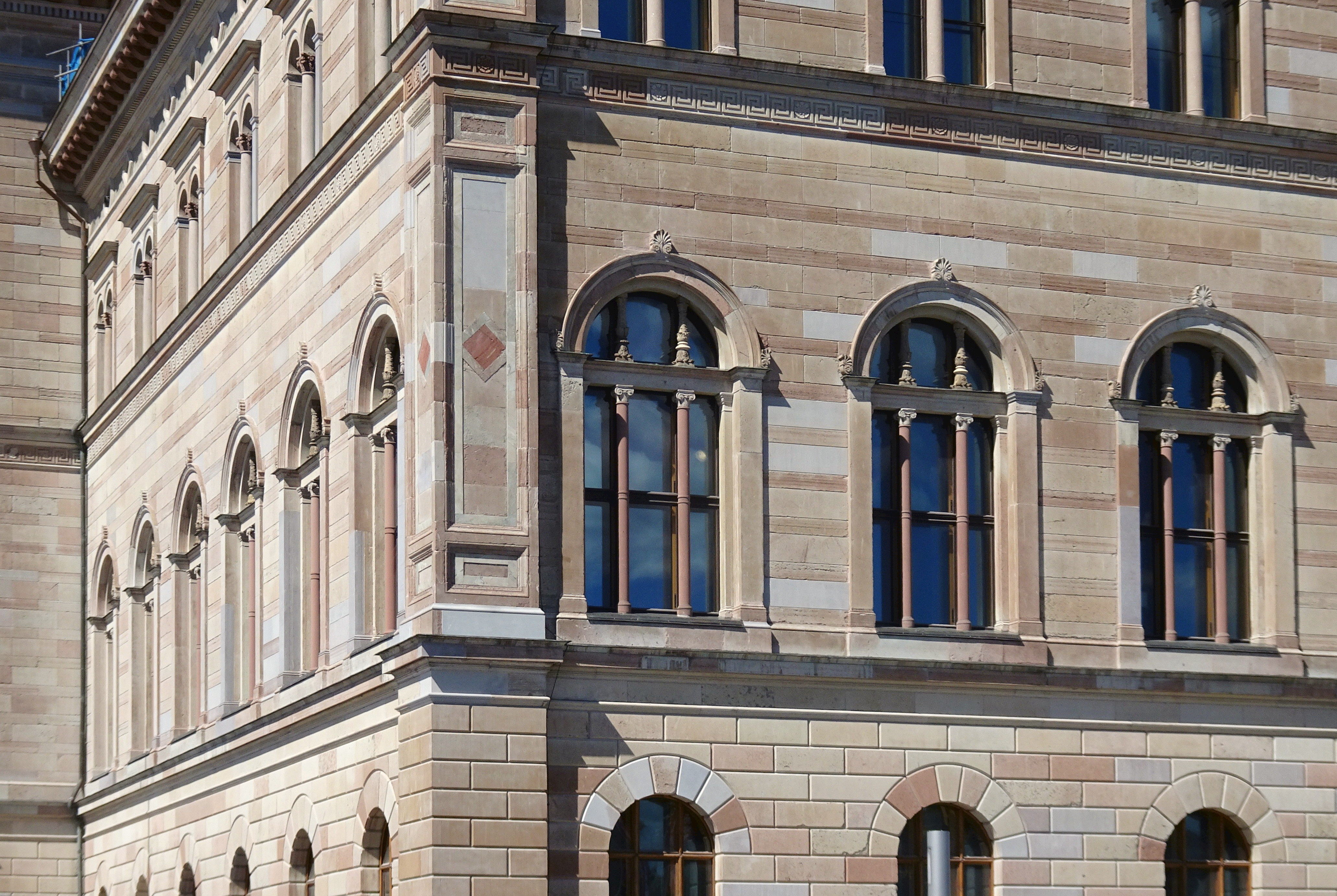
Nationalmuseum, renoverad fasad, 2017.

Nationalmuseum i Stockholm stängde 3 februari 2013 inför den första genomgripande renoveringen sedan huset invigdes 1866. Museet har varit i behov av en omfattande renovering och upprustning då byggnaden slitits hårt av intensiv användning. Flera av de tekniska systemen i huset har nått sin livslängd. Den 23 februari 2012 fick Statens fastighetsverk uppdraget att genomföra ett projekteringsarbete inför renovering och ombyggnad av Nationalmuseum. Regeringens beslut innebar startskottet för processen att göra Nationalmuseum till en fullt modern och miljöklassad museibyggnad anpassad till framtidens museiverksamhet med bibehållna kulturhistoriska värden i den unika museibyggnaden från 1866 som idag är ett statligt byggnadsminne.
Museet kommer bland annat att utrustas med en modern klimatanläggning där de nya installationerna göms i golv och tak och blir för besökaren osynliga. Exempelvis kommer takrosetterna att sprida  tilluften till utställningssalarna och samtidigt fungera som sprinklers.
Ett antal rum som var stängda för allmänheten kommer att få nya funktioner och blir publika. Bland annat kommer museets papperskonservering att byggas om till museets nya restaurang och forskarbiblioteket blir bibliotektscafé. Här finns en unik inredning med väggfasta hyllor och två spiraltrappor i ek som tillverkades 1910 av Nordiska Kompaniet. Inredningen kommer att renoveras och ingå i nya caféet.
Arkitekter för ombyggnaden var Wingårdh arkitektkontor och Wikerstål arkitekter. Museet återinvigdes 13 oktober 2018 i närvaro av kulturminister Alice Bah Kuhnke, kungaparet och tusentals besökare. Museets utställningsyta har utökats och kan nu ta emot dubbelt så många besökare och visa nära tre gånger så många verk. Renoveringen kostade 1,25 miljarder kronor.
Plandispositionen efter nyinvigningen 2018 är:
- Entréplan: Foajé, skulpturgården, museishop, barnens konstvärld, designmagasinet, restaurang.
- Mellanplan: 1800-1870, 1870-1900, sekelskiftet 1900, 1920-1965, 1965 till idag, skattkammaren.
- Övre plan: 1500-tal, 1600-tal, 1700-tal, tillfälliga utställningar.

Ombyggnad
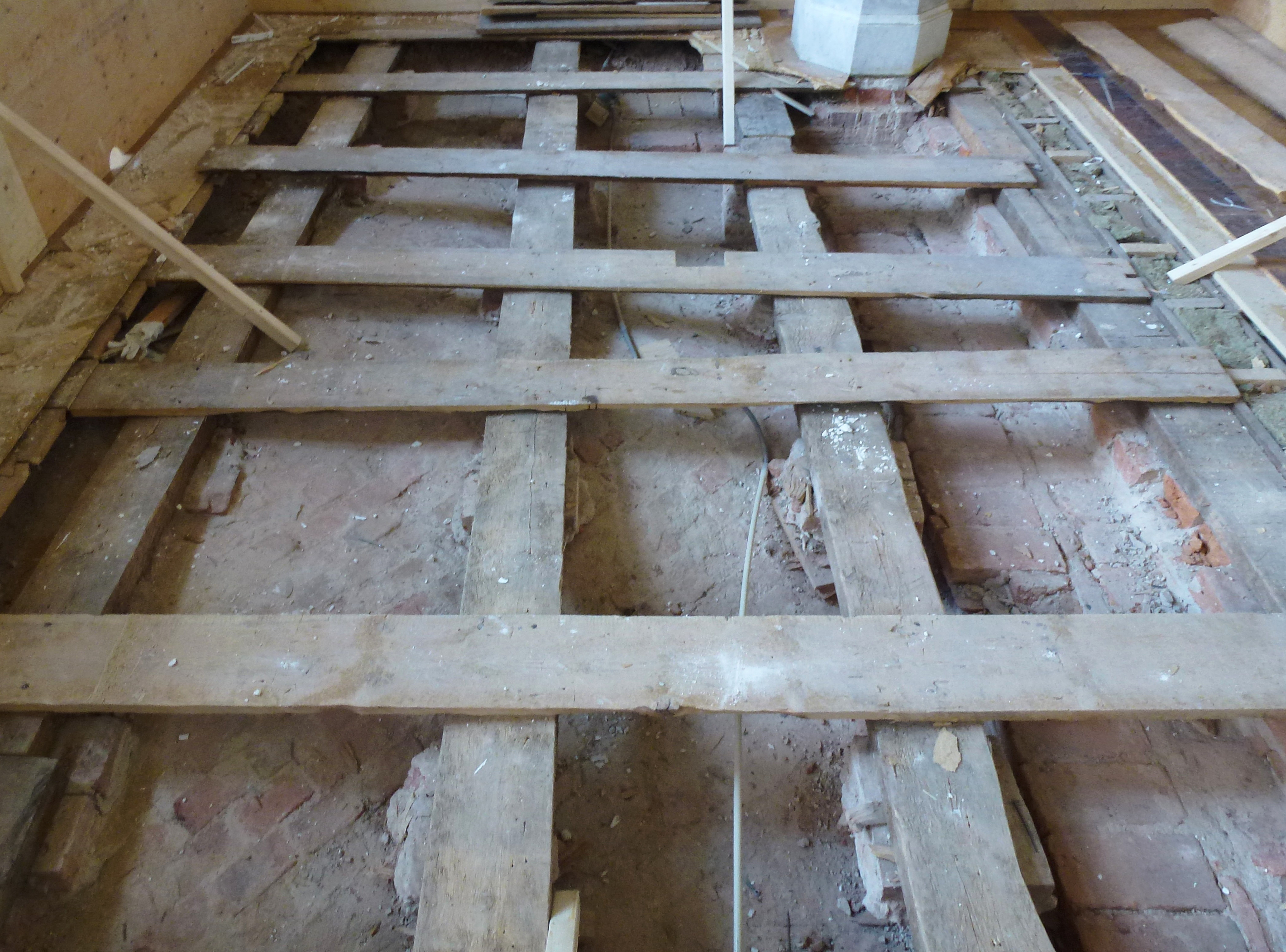
Ett öppnat golv
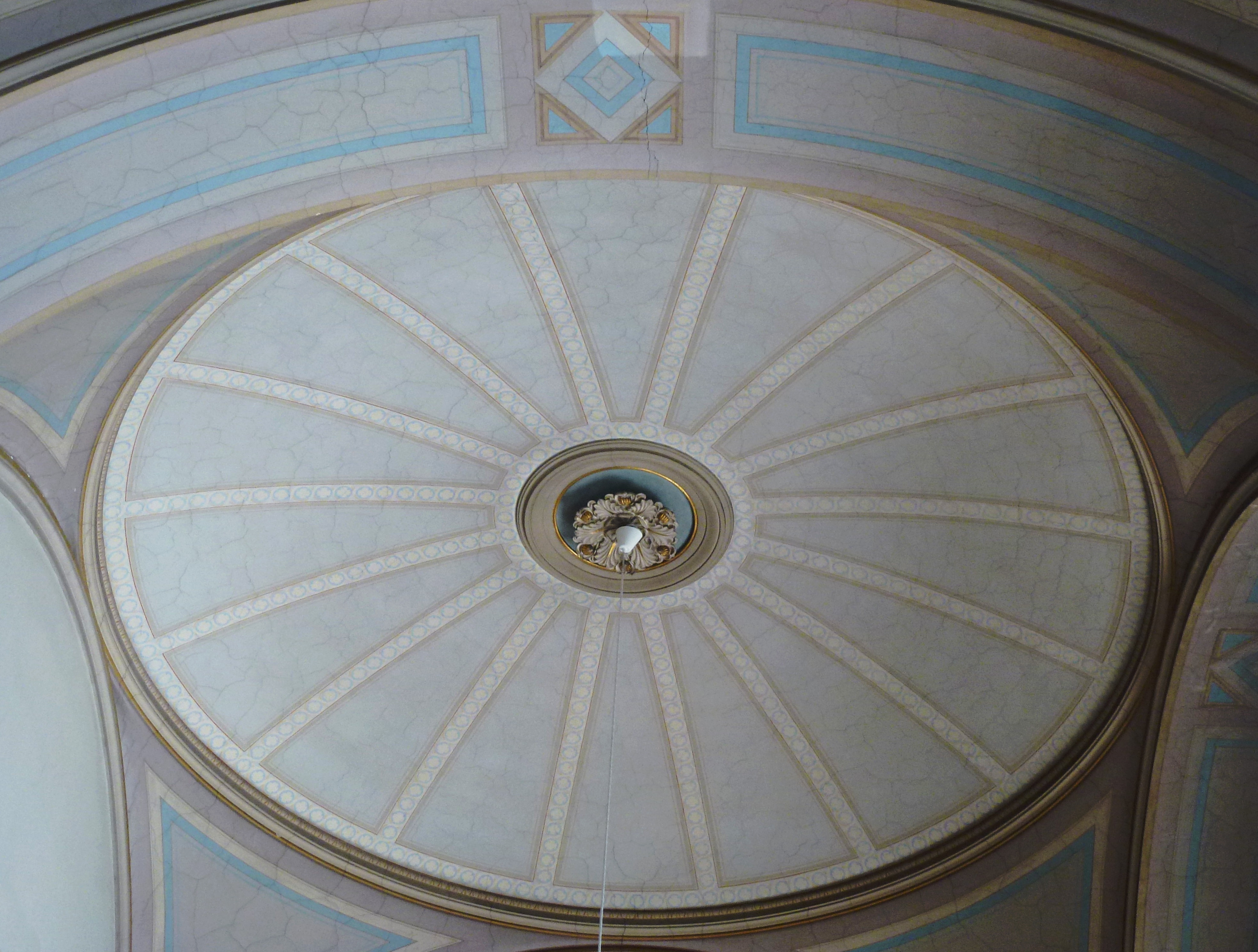
Takrosetterna får nya funktioner
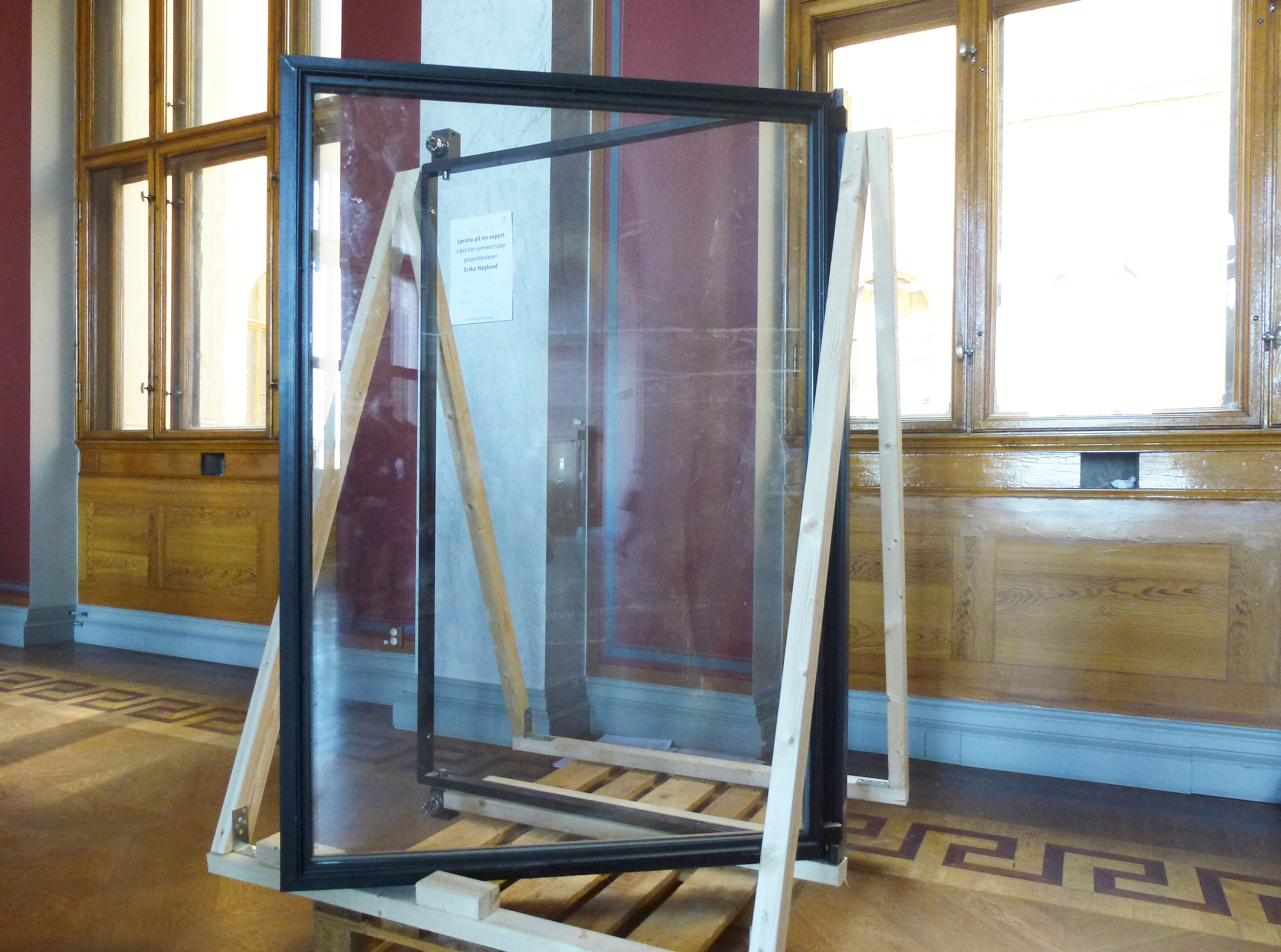
Specialfönster ersätter innerfönstret
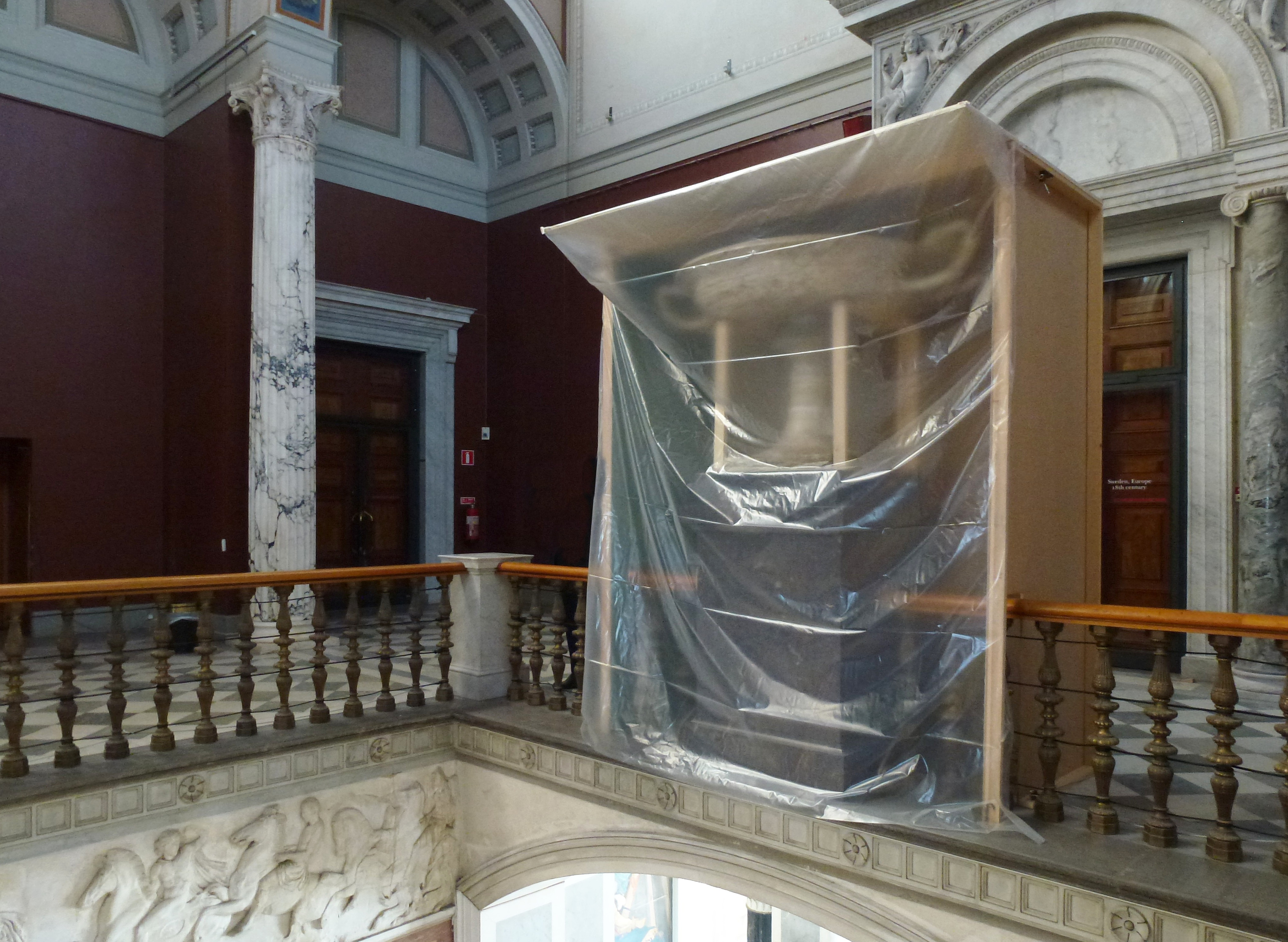
Huvudtrappan, ombyggnad, skyddad amfora

Rum med nya funktioner
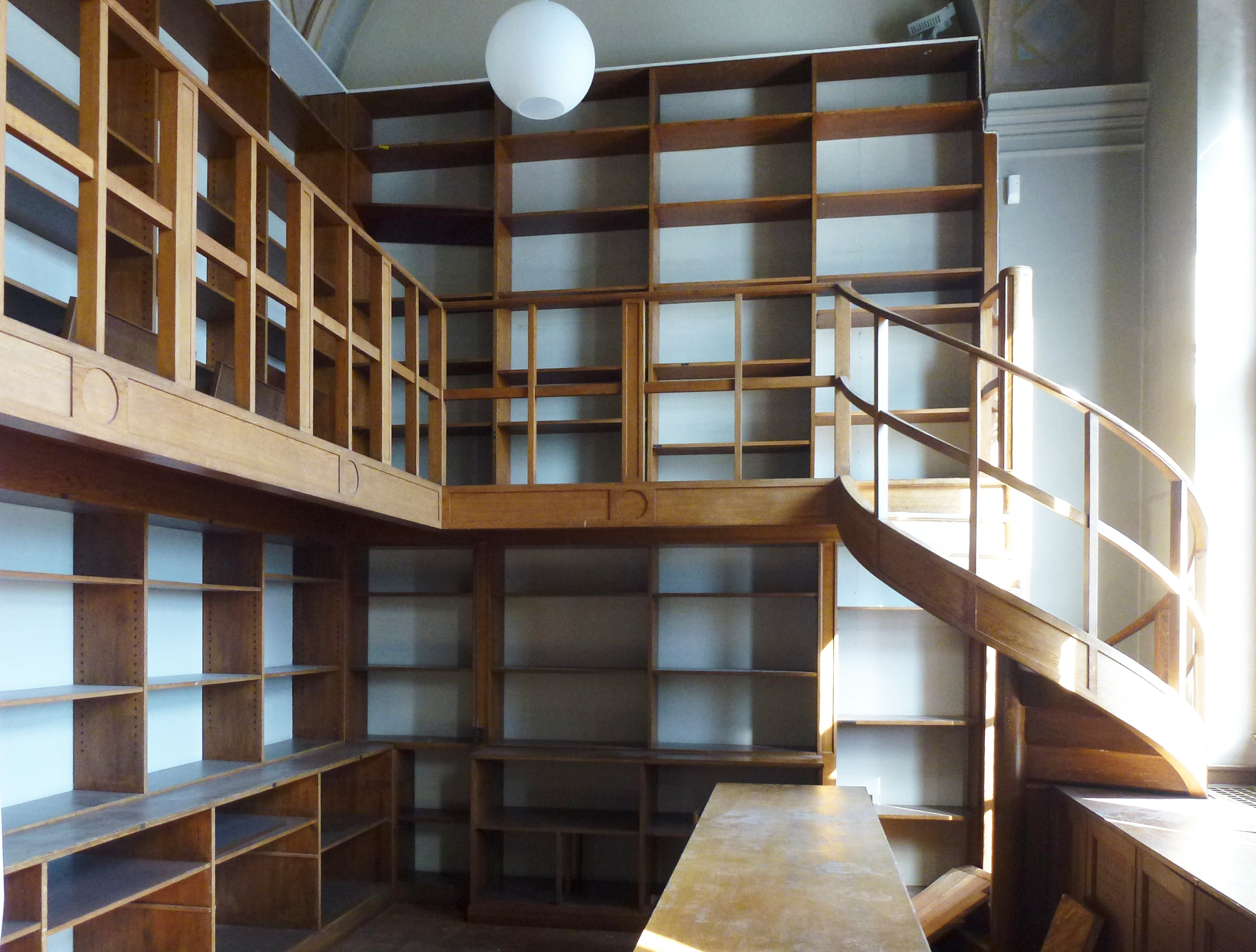
Tidigare forskarbiblioteket blir offentligt bibliotekscafé
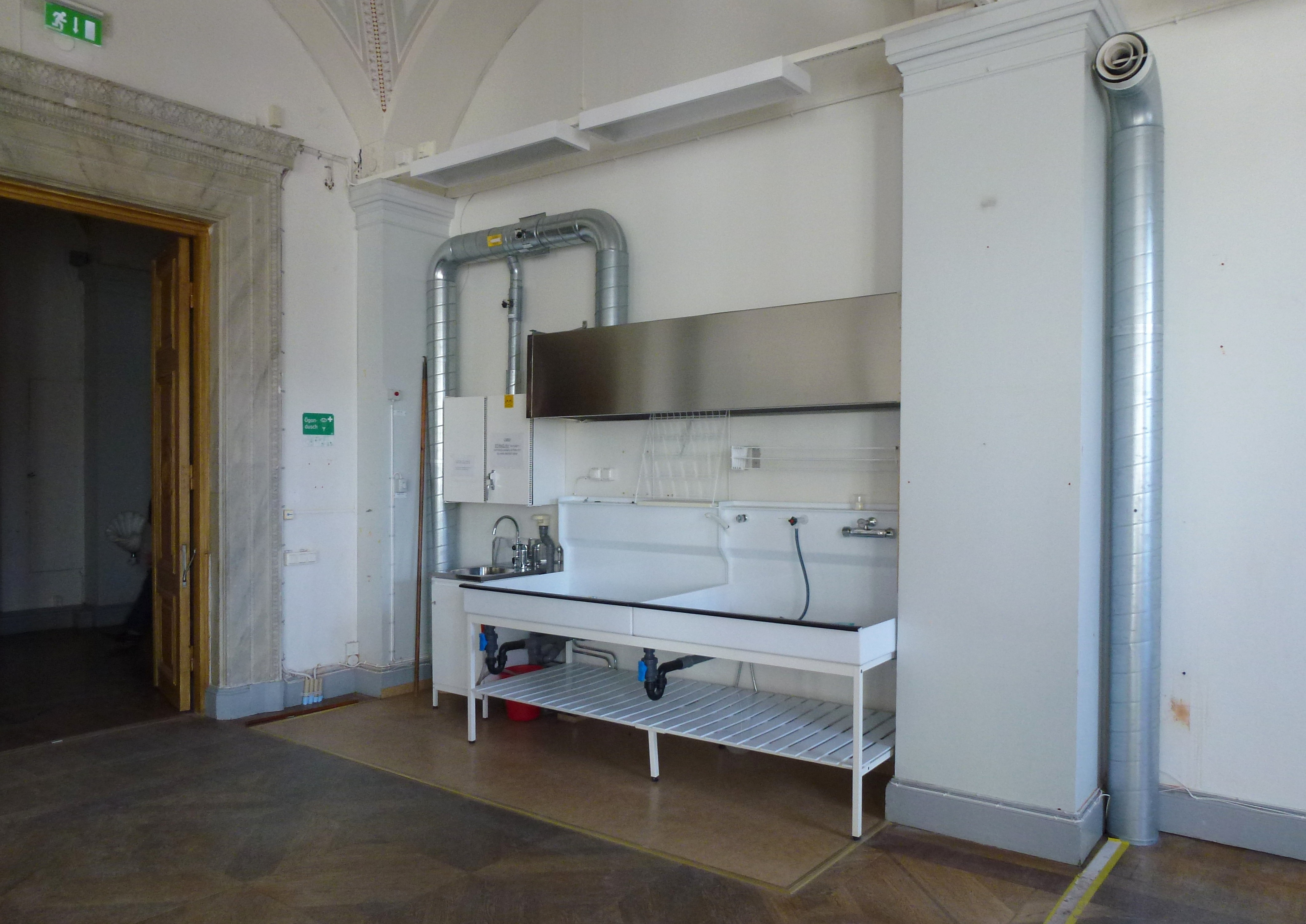
Tidigare papperskonservering blir restaurang
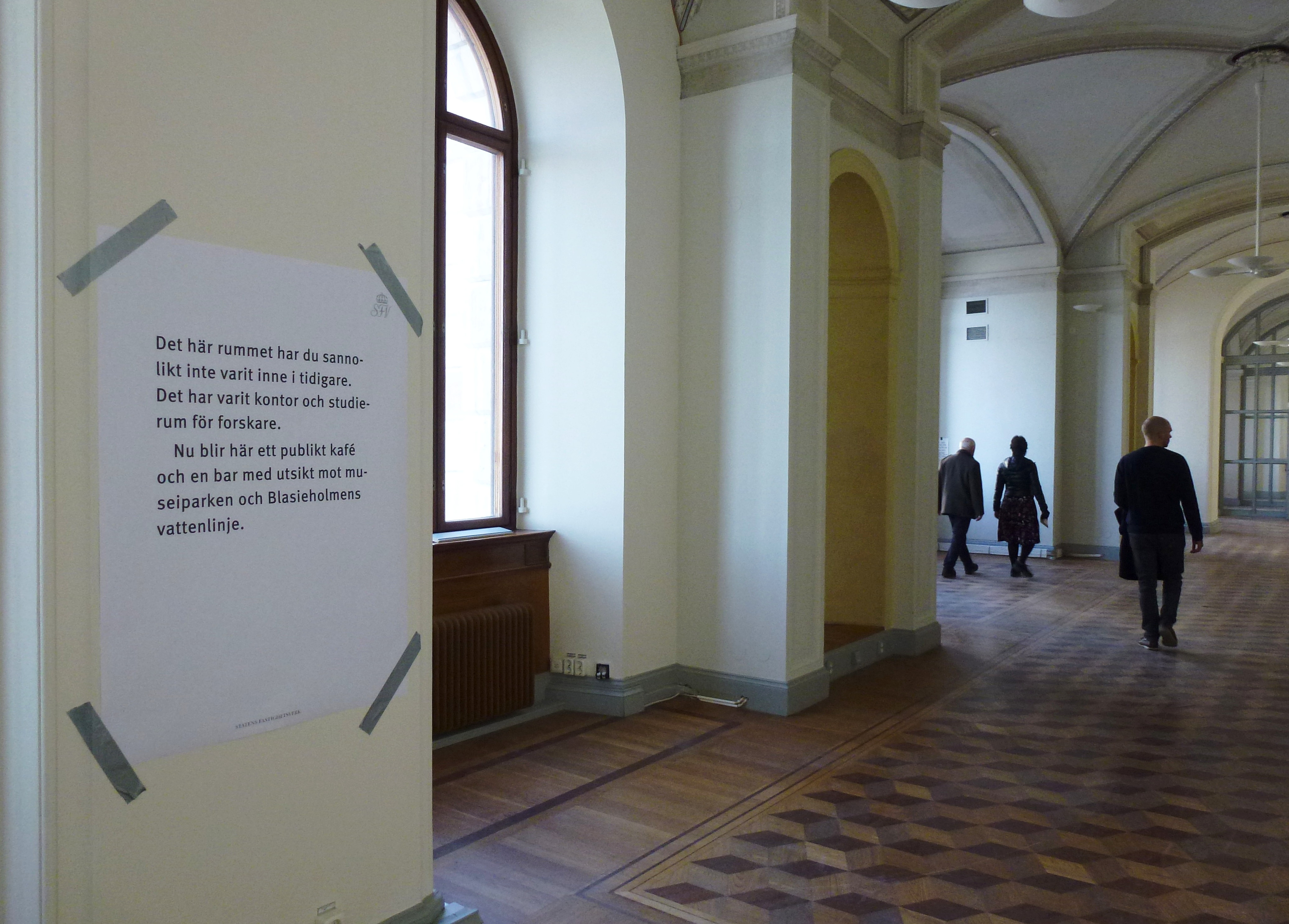
Tidigare studie- och forskarrum blir café och bar
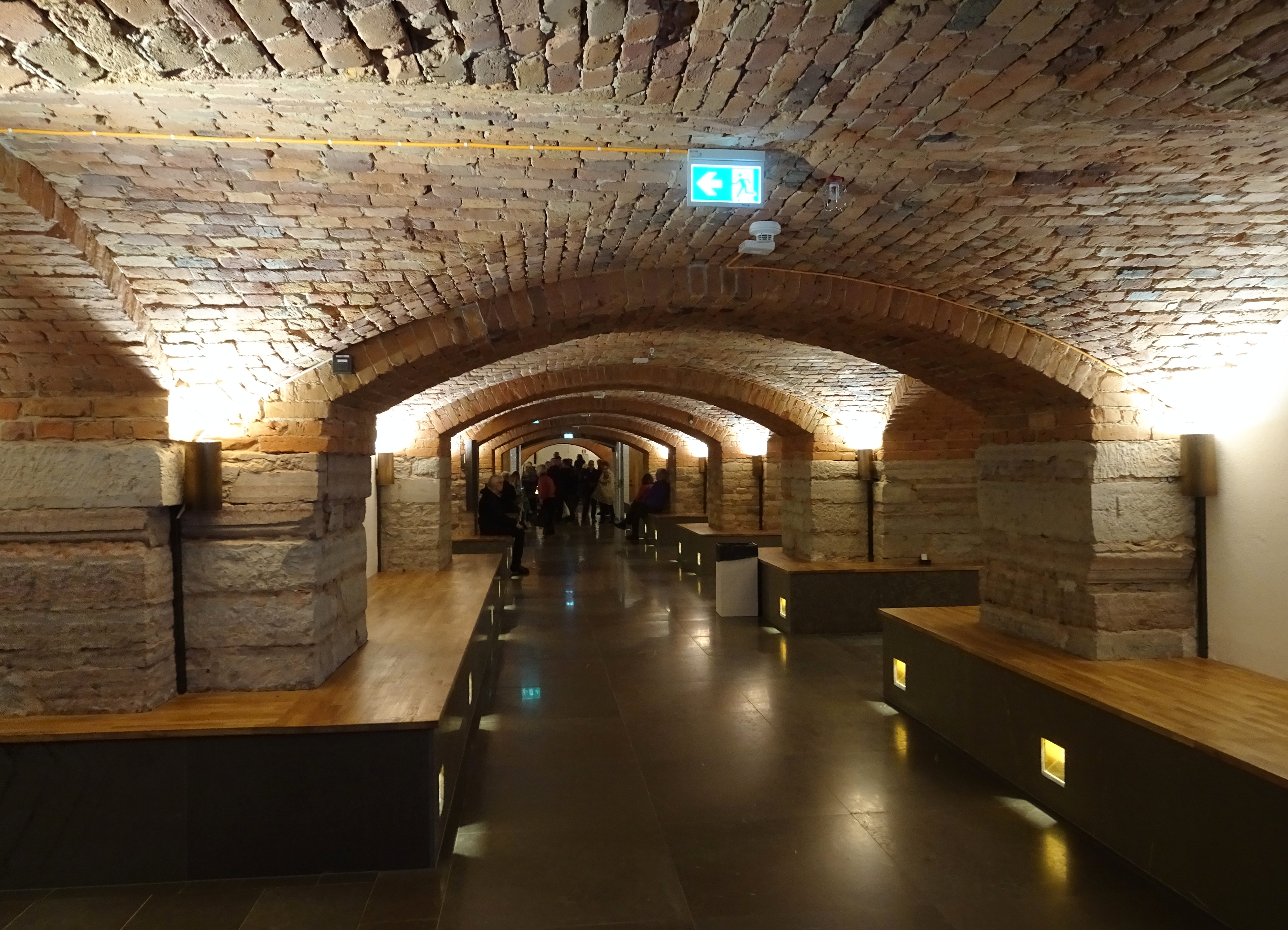
Källaren med tegelvalv innehåller numera toaletter, förvaringsskåp och garderob.

### Nationalmuseum i nytt ljus
Sedan Nationalmuseet invigdes har utställningsytorna minskat och fönster sattes igen. Renoveringens största synliga förändring innebär att en stor del av museets 331 fönster, som tidigare varit igensatta för att skydda konsten mot skadligt dagsljus, kommer att öppnas upp igen. Ytterfönstren renoveras varsamt och innerfönstren ersätts av nya med specialglas som klarar de stränga krav på strålningsskydd, säkerhet, energi och klimat. Varje innerfönster väger mellan 800 och 900 kg. Med denna åtgärd kommer besökaren att uppleva nya siktlinjer genom byggnaden och en intressant kontakt med museets omgivning, Stockholms slott och Strömmen. Dessutom kommer visningssalarna och konsten presenteras så som ursprungsarkitekten Friedrich August Stüler en gång hade tänkt sig, innan elektrisk belysning installerades i museet.

### Bilder genom tiden, "nytt ljus"
Exemplet visar pelarsalens ursprungliga utseende med öppna fönster omkring år 1900, sedan den stängda salen med elektrisk belysning år 2012, därefter utseendet med öppna fönster och dagsljus under ombyggnaden 2014 och slutligen efter återinvigningen 2018.

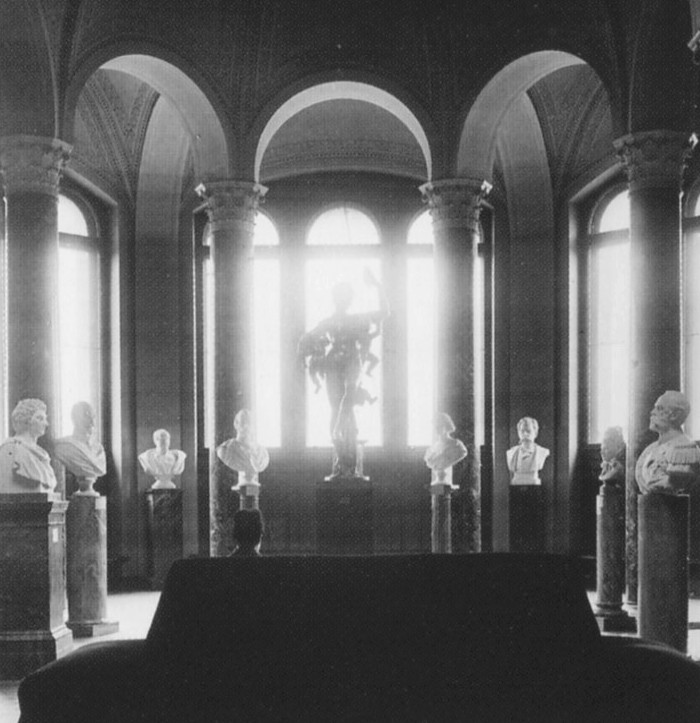
1909
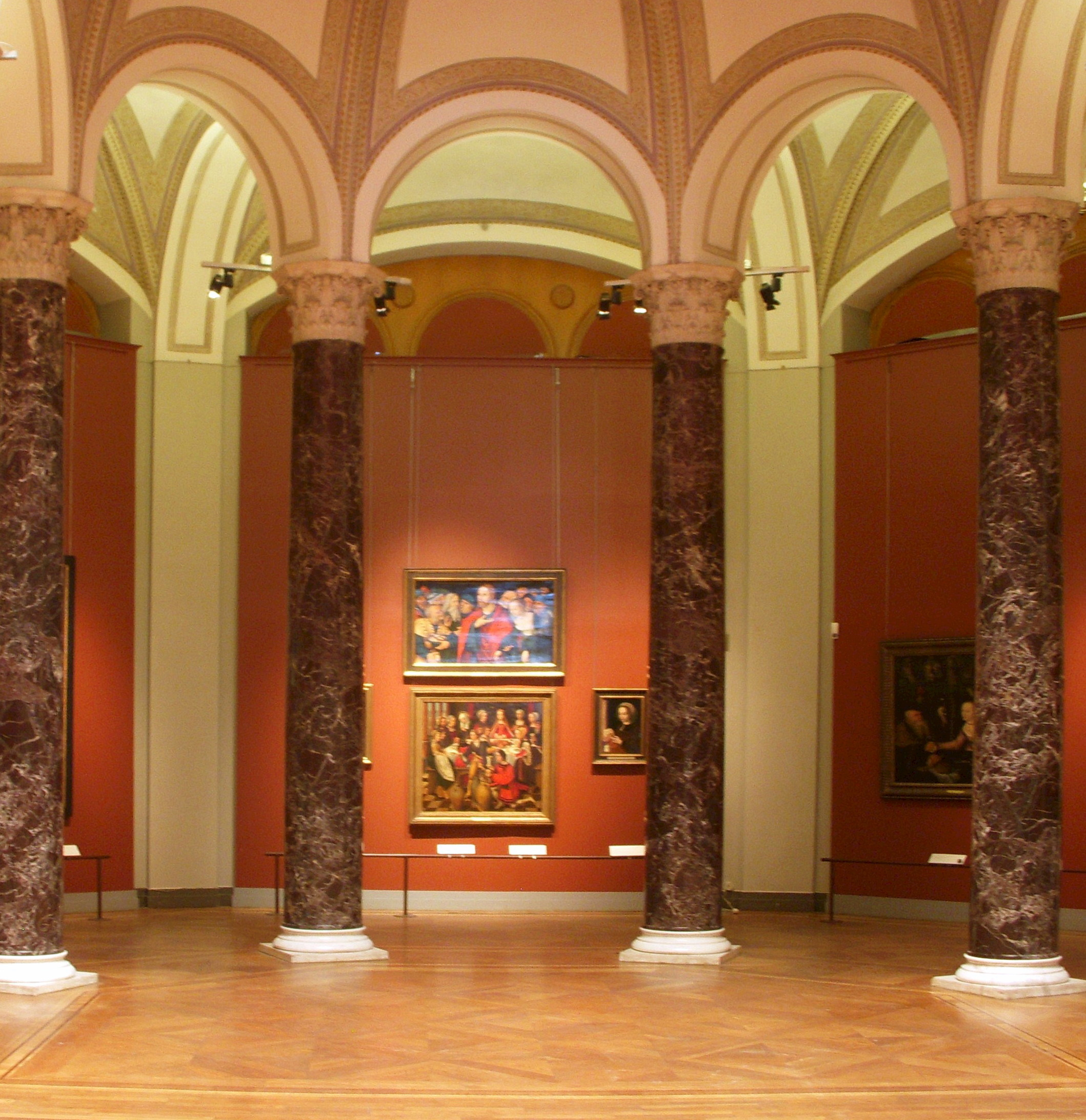
2012
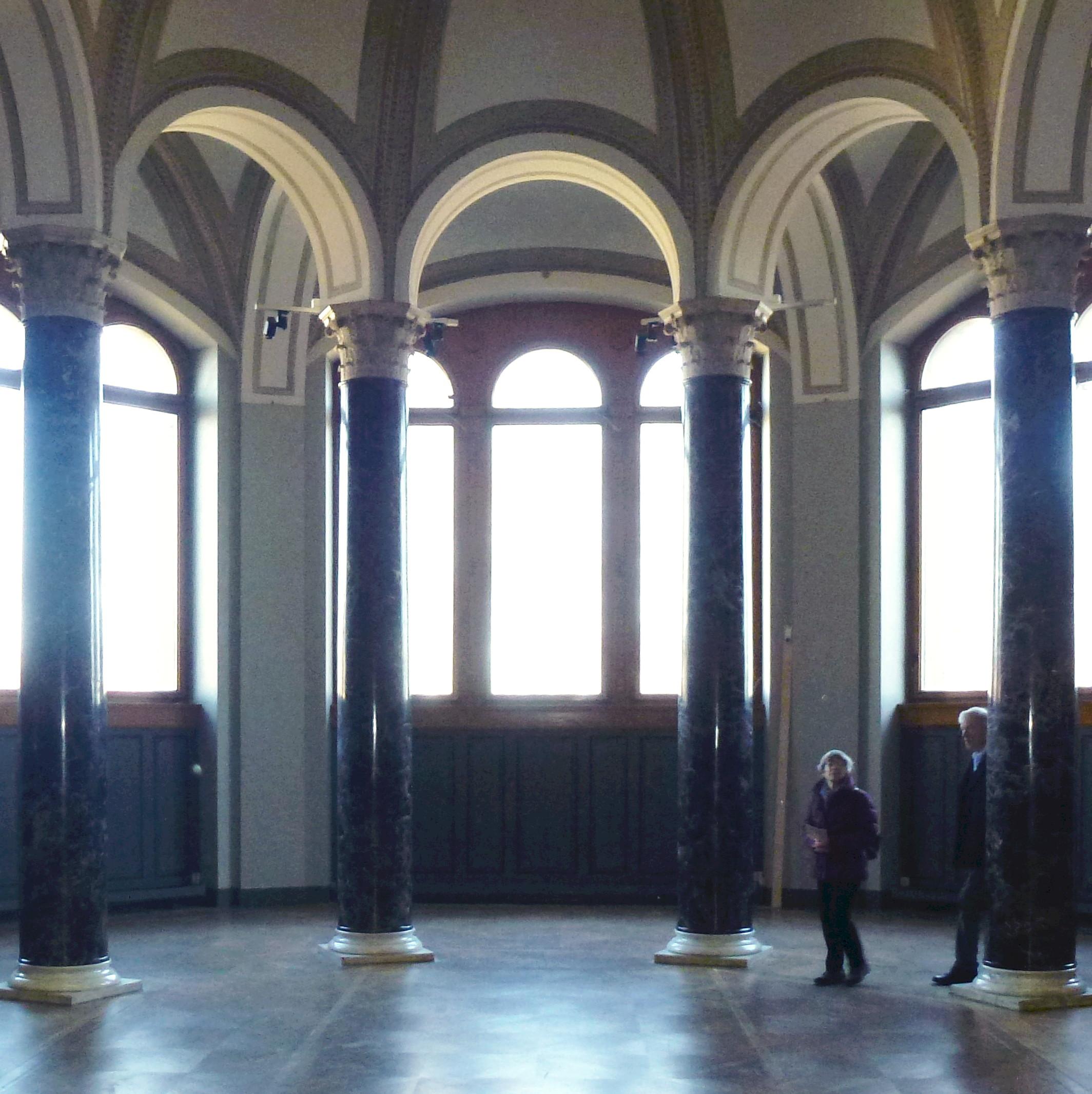
2014
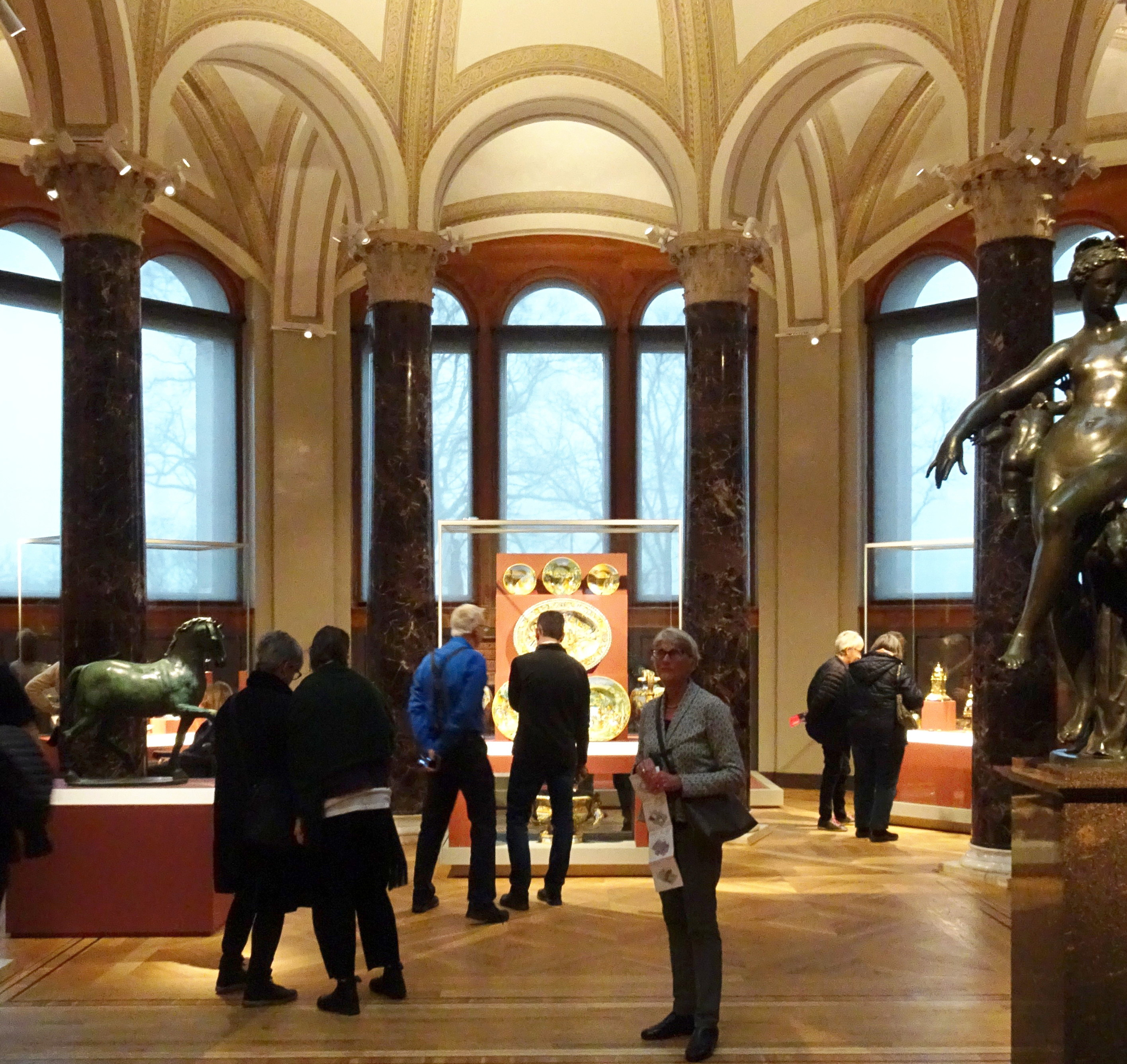
2018

### Nominering till Årets Stockholmsbyggnad
Nationalmuseets ombyggnad och renovering har tillsammans med nio andra finalister utvalts till Årets Stockholmsbyggnad 2019. Juryns kommentar lyder:
| ” | Ett fint exempel på hur en historisk byggnad har uppdaterats för samtida behov och funktion med respekt för sin karaktär. Det som tidigare var avskärmat och inbyggt lyfts nu fram i ljuset. Högkvalitativa lösningar på tekniska, klimatmässiga och funktionella utmaningar kompletteras med gestaltningsmässigt imponerande tillägg som det fantastiska glastaket och hisstornet. Projektet är ett allkonstverk som tar plats på ett respektfullt och sömlöst sätt. | „ |

## Referenser

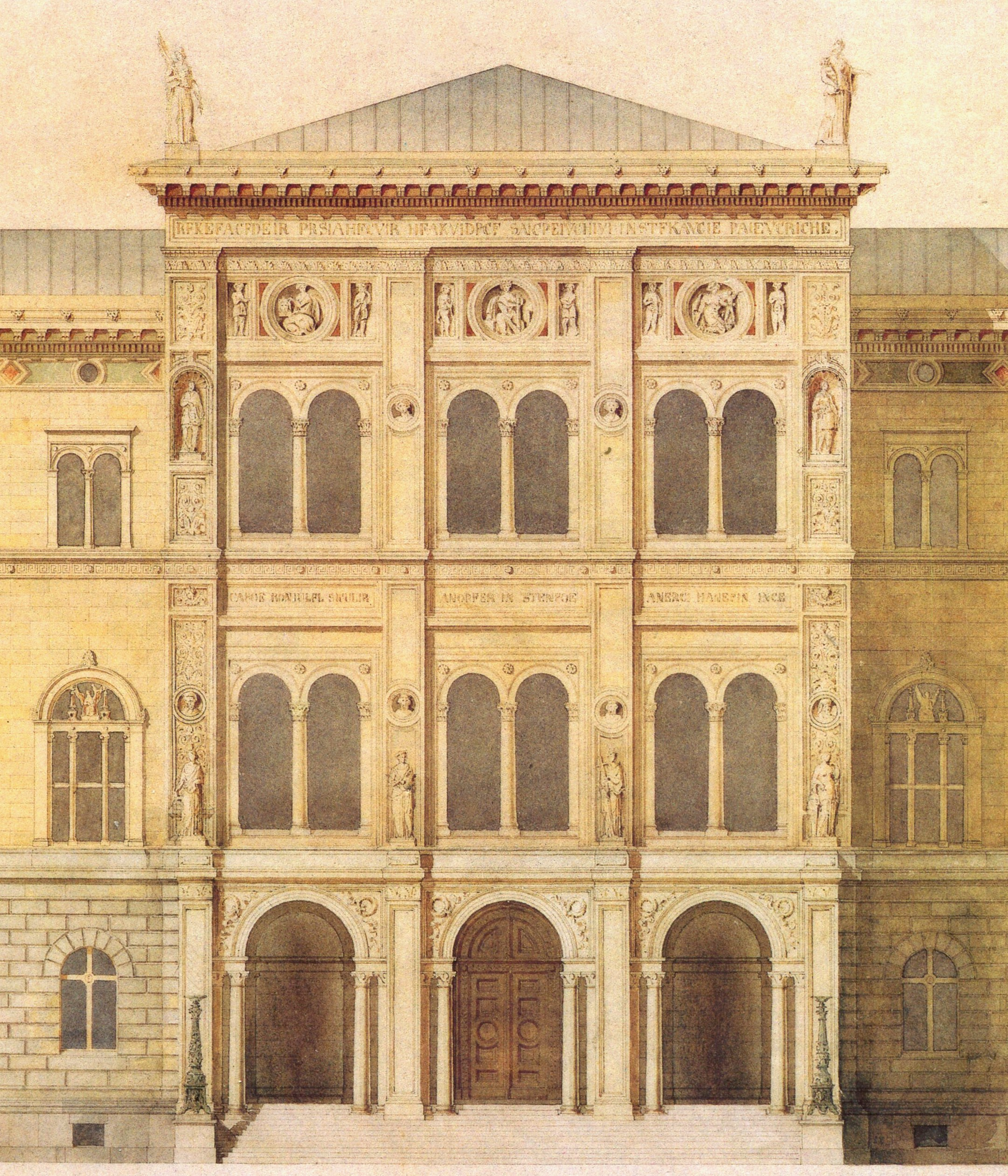
Stülers fasadritning med mittrisaliten.